# Az Amerikai Egyesült Államok az 1988. évi nyári olimpiai játékokon
Az Amerikai Egyesült Államok a dél-koreai Szöulban megrendezett 1988. évi nyári olimpiai játékok egyik részt vevő nemzete volt. Az országot az olimpián 27 sportágban 529 sportoló képviselte, akik összesen 94 érmet szereztek.

## Érmesek
| Érem  | Versenyző | Sportág       | Versenyszám                    |
| ----- | --- | ------------- | ------------------------------ |
| Arany | Carl Lewis | Atlétika      | Férfi 100 m                    |
| Arany | Joe DeLoach | Atlétika      | Férfi 200 m                    |
| Arany | Steve Lewis | Atlétika      | Férfi 400 m                    |
| Arany | Roger Kingdom | Atlétika      | Férfi 110 m gát                |
| Arany | André Phillips | Atlétika      | Férfi 400 m gát                |
| Arany | Danny Everett Steve Lewis Kevin Robinzine Butch Reynolds Antonio McKay Andrew Valmon | Atlétika      | Férfi 4 × 400 m váltó          |
| Arany | Carl Lewis | Atlétika      | Férfi távolugrás               |
| Arany | Florence Griffith Joyner | Atlétika      | Női 100 m                      |
| Arany | Florence Griffith Joyner | Atlétika      | Női 200 m                      |
| Arany | Alice Brown Sheila Echols Florence Griffith Joyner Evelyn Ashford Dannette Young | Atlétika      | Női 4 × 100 m váltó            |
| Arany | Louise Ritter | Atlétika      | Női magasugrás                 |
| Arany | Jackie Joyner-Kersee | Atlétika      | Női távolugrás                 |
| Arany | Jackie Joyner-Kersee | Atlétika      | Női hétpróba                   |
| Arany | John Smith | Birkózás      | Szabadfogás, 62 kg             |
| Arany | Kenny Monday | Birkózás      | Szabadfogás, 74 kg             |
| Arany | Jay Barrs | Íjászat       | Férfi egyéni                   |
| Arany | Greg Barton | Kajak-kenu    | Férfi kajak egyes 1000 m       |
| Arany | Greg Barton Norman Bellingham | Kajak-kenu    | Férfi kajak kettes 1000 m      |
| Arany | Nemzeti válogatott Teresa Edwards Kamie Ethridge Cindy Brown Anne Donovan Teresa Weatherspoon Bridgette Gordon Vicky Bullett Andrea Lloyd Katrina McClain Jennifer Gillom Cynthia Cooper Suzanne McConnell                | Kosárlabda    | Női                            |
| Arany | Greg Louganis | Műugrás       | Férfi egyéni műugrás           |
| Arany | Greg Louganis | Műugrás       | Férfi egyéni toronyugrás       |
| Arany | Kennedy McKinney | Ökölvívás     | Harmatsúly                     |
| Arany | Andrew Maynard | Ökölvívás     | Félnehézsúly                   |
| Arany | Ray Mercer | Ökölvívás     | Nehézsúly                      |
| Arany | Nemzeti válogatott Troy Tanner Dave Saunders Jon Root Bob Ctvrtlik Douglas Partie Steve Timmons Craig Buck Scott Fortune Ricci Luyties Jeff Stork Eric Sato Karch Kiraly                                                  | Röplabda      | Férfi                          |
| Arany | Ken Flach Robert Seguso | Tenisz        | Férfi páros                    |
| Arany | Pam Shriver Zina Garrison | Tenisz        | Női páros                      |
| Arany | Matt Biondi | Úszás         | Férfi 50 m gyors               |
| Arany | Matt Biondi | Úszás         | Férfi 100 m gyors              |
| Arany | Chris Jacobs Troy Dalbey Tom Jager Matt Biondi Brent Lang Doug Gjertsen Shaun Jordan | Úszás         | Férfi 4 × 100 m gyorsváltó     |
| Arany | Troy Dalbey Matt Cetlinski Doug Gjertsen Matt Biondi Craig Oppel Dan Jorgensen | Úszás         | Férfi 4 × 200 m gyorsváltó     |
| Arany | David Berkoff Rich Schroeder Matt Biondi Chris Jacobs Jay Mortenson Tom Jager | Úszás         | Férfi 4 × 100 m vegyes váltó   |
| Arany | Janet Evans | Úszás         | Női 400 m gyors                |
| Arany | Janet Evans | Úszás         | Női 800 m gyors                |
| Arany | Janet Evans | Úszás         | Női 400 m vegyes               |
| Arany | Allison Jolly Lynne Jewell | Vitorlázás    | 470-es osztály                 |
| Ezüst | Carl Lewis | Atlétika      | Férfi 200 m                    |
| Ezüst | Butch Reynolds | Atlétika      | Férfi 400 m                    |
| Ezüst | Hollis Conway | Atlétika      | Férfi magasugrás               |
| Ezüst | Mike Powell | Atlétika      | Férfi távolugrás               |
| Ezüst | Randy Barnes | Atlétika      | Férfi súlylökés                |
| Ezüst | Evelyn Ashford | Atlétika      | Női 100 m                      |
| Ezüst | Denean Howard-Hill Diane Dixon Valerie Brisco-Hooks Florence Griffith Joyner Sherri Howard Lillie Leatherwood | Atlétika      | Női 4 × 400 m váltó            |
| Ezüst | Bruce Baumgartner | Birkózás      | Szabadfogás, 130 kg            |
| Ezüst | Kevin Asano | Cselgáncs     | Férfi légsúly                  |
| Ezüst | Raoul Rodriguez, Jr. Thomas Bohrer David Krmpotich Richard Kennelly, Jr. | Evezés        | Férfi kormányos nélküli négyes |
| Ezüst | Anne Marden | Evezés        | Női egypárevezős               |
| Ezüst | Jay Barrs Darrell Pace Rick McKinney | Íjászat       | Férfi csapat                   |
| Ezüst | Greg Best | Lovaglás      | Egyéni díjugratás              |
| Ezüst | Joe Fargis Greg Best Lisa Jacquin Anne Kursinski | Lovaglás      | Csapat díjugratás              |
| Ezüst | Michele Mitchell | Műugrás       | Női egyéni toronyugrás         |
| Ezüst | Michael Carbajal | Ökölvívás     | Papírsúly                      |
| Ezüst | Roy Jones | Ökölvívás     | Nagyváltósúly                  |
| Ezüst | Riddick Bowe | Ökölvívás     | Szupernehézsúly                |
| Ezüst | Erich Buljung | Sportlövészet | Férfi légpisztoly              |
| Ezüst | Tracie Ruiz-Conforto | Szinkronúszás | Egyéni                         |
| Ezüst | Sarah Josephson Karen Josephson | Szinkronúszás | Páros                          |
| Ezüst | Tim Mayotte | Tenisz        | Férfi egyes                    |
| Ezüst | Tom Jager | Úszás         | Férfi 50 m gyors               |
| Ezüst | Chris Jacobs | Úszás         | Férfi 100 m gyors              |
| Ezüst | David Berkoff | Úszás         | Férfi 100 m hát                |
| Ezüst | Matt Biondi | Úszás         | Férfi 100 m pillangó           |
| Ezüst | David Wharton | Úszás         | Férfi 400 m vegyes             |
| Ezüst | Beth Barr Tracey McFarlane Janel Jorgensen Mary Wayte Betsy Mitchell Mary T. Meagher Dara Torres | Úszás         | Női 4 × 100 m vegyes váltó     |
| Ezüst | Hal Haenel Mark Reynolds | Vitorlázás    | Csillaghajó                    |
| Ezüst | John Kostecki Robert Billingham William Baylis | Vitorlázás    | Soling                         |
| Ezüst | Nemzeti válogatott Craig Wilson Kevin Robertson James Bergeson Peter Campbell Douglas Kimbell Edward Klass Alan Mouchawar Jeffrey Campbell Gregory Boyer Terry Schroeder Jody Campbell Christopher Duplanty Michael Evans | Vízilabda     | Férfi                          |
| Bronz | Calvin Smith | Atlétika      | Férfi 100 m                    |
| Bronz | Danny Everett | Atlétika      | Férfi 400 m                    |
| Bronz | Tonie Campbell | Atlétika      | Férfi 110 m gát                |
| Bronz | Edwin Moses | Atlétika      | Férfi 400 m gát                |
| Bronz | Larry Myricks | Atlétika      | Férfi távolugrás               |
| Bronz | Kim Gallagher | Atlétika      | Női 800 m                      |
| Bronz | Dennis Koslowski | Birkózás      | Kötöttfogás, 100 kg            |
| Bronz | Nate Carr | Birkózás      | Szabadfogás, 68 kg             |
| Bronz | Bill Scherr | Birkózás      | Szabadfogás, 100 kg            |
| Bronz | Mike Swain | Cselgáncs     | Férfi könnyűsúly               |
| Bronz | Doug Burden Jeff McLaughlin Peter Nordell Ted Patton John Pescatore Jack Rusher, IV Jon Smith Mike Teti Seth Bauer | Evezés        | Férfi nyolcas                  |
| Bronz | Debra Ochs Denise Parker Melanie Skillman | Íjászat       | Női csapat                     |
| Bronz | Nemzeti válogatott Mitch Richmond Charles E. Smith Charles D. Smith Bimbo Coles Jeff Grayer Willie Anderson Stacey Augmon Dan Majerle Danny Manning J. R. Reid David Robinson Hersey Hawkins                              | Kosárlabda    | Férfi                          |
| Bronz | Connie Paraskevin-Young | Kerékpározás  | Női egyéni sprint              |
| Bronz | Kelly McCormick | Műugrás       | Női egyéni műugrás             |
| Bronz | Wendy Lian Williams | Műugrás       | Női egyéni toronyugrás         |
| Bronz | Romallis Ellis | Ökölvívás     | Könnyűsúly                     |
| Bronz | Kenny Gould | Ökölvívás     | Váltósúly                      |
| Bronz | Brad Gilbert | Tenisz        | Férfi egyes                    |
| Bronz | Zina Garrison | Tenisz        | Női egyes                      |
| Bronz | Phoebe Mills | Torna         | Női gerenda                    |
| Bronz | Matt Biondi | Úszás         | Férfi 200 m gyors              |
| Bronz | Jill Sterkel | Úszás         | Női 50 m gyors                 |
| Bronz | Mary Wayte Mitzi Kremer Laura Walker Dara Torres Paige Zemina Jill Sterkel | Úszás         | Női 4 × 100 m gyorsváltó       |
| Bronz | Mary T. Meagher | Úszás         | Női 200 m pillangó             |
| Bronz | Charlie McKee John Shadden | Vitorlázás    | 470-es osztály                 |
| Bronz | Mike Gebhardt | Vitorlázás    | Divízió II                     |

## Asztalitenisz
Férfi
| Versenyző    | Versenyszám | Csoportkör | Csoportkör | Nyolcaddöntő      | Negyeddöntő       | Elődöntő          | Döntő             | Helyezés |
| Versenyző    | Versenyszám | Ellenfél Eredmény | Hely.      | Ellenfél Eredmény | Ellenfél Eredmény | Ellenfél Eredmény | Ellenfél Eredmény | Helyezés |
| ------------ | ----------- | --- | ---------- | ----------------- | ----------------- | ----------------- | ----------------- | -------- |
| Sean O’Neill | Egyes       | A csoport · Jean-Philippe Gatien (FRA) · 0:3 · Alan Cooke (GBR) · 0:3 · Jean-Michel Saive (BEL) · 0:3 · Lotfi Joudi (TUN) · 3:0 · Carlos Kawai (BRA) · 3:1 · Csiang Csia-liang (Jiang Jialiang) (CHN) · 0:3 · Klampár Tibor (HUN) · 0:3 | 6.         | kiesett           | kiesett           | kiesett           | kiesett           | 41.      |

Női
| Versenyző                | Versenyszám | Csoportkör | Csoportkör | Nyolcaddöntő      | Negyeddöntő       | Elődöntő          | Döntő             | Helyezés |
| Versenyző                | Versenyszám | Ellenfél Eredmény | Hely.      | Ellenfél Eredmény | Ellenfél Eredmény | Ellenfél Eredmény | Ellenfél Eredmény | Helyezés |
| ------------------------ | ----------- | --- | ---------- | ----------------- | ----------------- | ----------------- | ----------------- | -------- |
| Insook Bhushan           | Egyes       | C csoport · Ucsijama Kjóko (JPN) · 2:3 · Feiza Ben Aïssa (TUN) · 3:0 · Nadia Bisiach (AUS) · 3:0 · Csen Csing (Chen Jing) (CHN) · 0:3 · Valentyina Popova (URS) · 0:3 | 4.         | kiesett           | kiesett           | kiesett           | kiesett           | 25.      |
| Diana Gee                | Egyes       | A csoport · Urbán Edit (HUN) · 0:3 · Olena Kovtun (URS) · 0:3 · Mariann Domonkos (CAN) · 2:3 · Blanca Alejo (DOM) · 3:0 · Csiao Cse-min (Jiao Zhimin) (CHN) · 0:3 | 5.         | kiesett           | kiesett           | kiesett           | kiesett           | 33.      |
| Diana Gee Insook Bhushan | Páros       | B csoport · Hollandia (NED) · Bettine Vriesekoop · Mirjam Hooman-Kloppenburg · 0:2 · Japán (JPN) · Isida Kijomi · Hosino Mika · 0:2 · NSZK (FRG) · Katja Nolten · Olga Nemes · 1:2 · Malajzia (MAS) · Lau Wai Cheng · Leong Mee Wan · 2:0 · Kína (CHN) · Csen Csing (Chen Jing) · Csiao Cse-min (Jiao Zhimin) · 1:2 · Csehszlovákia (TCH) · Marie Hrachová · Renata Kasalová · 1:2 | 6.         |                   | kiesett           | kiesett           | kiesett           | 11.      |

## Atlétika
Férfi
| Versenyző                                                                            | Versenyszám     | Előfutam      | Előfutam      | Előfutam      | Negyeddöntő | Negyeddöntő | Negyeddöntő | Elődöntő | Elődöntő | Elődöntő | Döntő         | Döntő         |
| Versenyző                                                                            | Versenyszám     | Idő           | Hely.         | Össz.         | Idő         | Hely.       | Össz.       | Idő      | Hely.    | Össz.    | Idő           | Helyezés      |
| ------------------------------------------------------------------------------------ | --------------- | ------------- | ------------- | ------------- | ----------- | ----------- | ----------- | -------- | -------- | -------- | ------------- | ------------- |
| Calvin Smith                                                                         | 100 m           | 10,28         | 1.            | 5.            | 10,16       | 1.          | 4.*         | 10,15    | 2.       | 3.       | 9,99          |               |
| Dennis Mitchell                                                                      | 100 m           | 10,37         | 1.            | 12.*          | 10,13       | 2.          | 3.          | 10,23    | 2.       | 5.       | 10,04         | 4.            |
| Carl Lewis                                                                           | 100 m           | 10,14         | 1.            | 1.            | 9,99        | 1.          | 1.          | 9,97     | 1.       | 1.       | 9,92          |               |
| Carl Lewis                                                                           | 200 m           | 20,72         | 2.            | 7.            | 20,57       | 1.          | 6.          | 20,23    | 1.       | 2.       | 19,79         |               |
| Joe DeLoach                                                                          | 200 m           | 20,98         | 1.            | 17.**         | 20,56       | 1.          | 5.          | 20,06    | 1.       | 1.       | 19,75         |               |
| Roy Martin                                                                           | 200 m           | 20,65         | 1.            | 3.*           | 20,54       | 2.          | 4.          | 20,62    | 6.       | 11.      | kiesett       | kiesett       |
| Steve Lewis                                                                          | 400 m           | 45,31         | 1.            | 1.            | 44,41       | 1.          | 1.          | 44,35    | 1.       | 2.       | 43,87         |               |
| Butch Reynolds                                                                       | 400 m           | 46,28         | 3.            | 19.           | 44,46       | 1.          | 2.          | 44,33    | 1.       | 1.       | 43,93         |               |
| Danny Everett                                                                        | 400 m           | 45,63         | 1.            | 3.            | 44,83       | 1.          | 4.          | 44,36    | 2.       | 3.       | 44,09         |               |
| Johnny Gray                                                                          | 800 m           | 1:48,83       | 1.            | 27.           | 1:45,96     | 1.          | 6.          | 1:45,04  | 4.       | 8.       | 1:44,80       | 5.            |
| Mark Everett                                                                         | 800 m           | 1:49,86       | 4.            | 41.           | kiesett     | kiesett     | kiesett     | kiesett  | kiesett  | kiesett  | kiesett       | kiesett       |
| Tracy Baskin                                                                         | 800 m           | 1:50,38       | 4.            | 44.           | kiesett     | kiesett     | kiesett     | kiesett  | kiesett  | kiesett  | kiesett       | kiesett       |
| Steve Scott                                                                          | 1500 m          | 3:41,57       | 2.            | 15.           |             |             |             | 3:38,20  | 1.       | 2.       | 3:36,99       | 5.            |
| Jeff Atkinson                                                                        | 1500 m          | 3:38,33       | 2.            | 2.            |             |             |             | 3:39,12  | 5.       | 11.      | 3:40,80       | 10.           |
| Mark Deady                                                                           | 1500 m          | 3:41,91       | 2.            | 20.           |             |             |             | 3:39,47  | 8.       | 14.      | kiesett       | kiesett       |
| Sydney Maree                                                                         | 5000 m          | 13:47,85      | 2.            | 16.           |             |             |             | 13:22,61 | 2.       | 2.       | 13:23,69      | 5.            |
| Doug Padilla                                                                         | 5000 m          | 13:58,45      | 5.            | 28.           |             |             |             | 13:37,11 | 11.      | 20.      | kiesett       | kiesett       |
| Terry Brahm                                                                          | 5000 m          | 13:45,28      | 13.           | 13.           |             |             |             | 14:04,12 | 15.      | 30.      | kiesett       | kiesett       |
| Bruce Bickford                                                                       | 10 000 m        | 28:16,16      | 7.            | 7.            |             |             |             |          |          |          | 29:09,74      | 18.           |
| Pat Porter                                                                           | 10 000 m        | 28:45,04      | 11.           | 23.           |             |             |             |          |          |          | kiesett       | kiesett       |
| Steve Plasencia                                                                      | 10 000 m        | nem ért célba | nem ért célba | nem ért célba |             |             |             |          |          |          | kiesett       | kiesett       |
| Pete Pfitzinger                                                                      | Maraton         |               |               |               |             |             |             |          |          |          | 2:14:44       | 14.           |
| Ed Eyestone                                                                          | Maraton         |               |               |               |             |             |             |          |          |          | 2:19:09       | 29.           |
| Mark Conover                                                                         | Maraton         |               |               |               |             |             |             |          |          |          | nem ért célba | nem ért célba |
| Roger Kingdom                                                                        | 110 m gát       | 13,40         | 1.            | 1.            | 13,17       | 1.          | 1.          | 13,37    | 1.       | 1.       | 12,98         |               |
| Tonie Campbell                                                                       | 110 m gát       | 13,45         | 1.            | 2.*           | 13,47       | 1.          | 3.          | 13,47    | 2.       | 3.       | 13,38         |               |
| Arthur J. Blake                                                                      | 110 m gát       | 13,66         | 1.            | 5.            | 13,65       | 2.          | 8.*         | 13,52    | 2.       | 4.       | 13,96         | 8.            |
| André Phillips                                                                       | 400 m gát       | 49,34         | 1.            | 1.            |             |             |             | 48,19    | 1.       | 2.       | 47,19         |               |
| Edwin Moses                                                                          | 400 m gát       | 49,38         | 1.            | 3.            |             |             |             | 47,89    | 1.       | 1.       | 47,56         |               |
| Kevin Young                                                                          | 400 m gát       | 49,35         | 1.            | 2.            |             |             |             | 48,56    | 2.       | 5.       | 47,94         | 4.            |
| Henry Marsh                                                                          | 3000 m akadály  | 8:33,89       | 6.            | 8.            |             |             |             | 8:18,94  | 7.       | 11.      | 8:14,39       | 6.            |
| Brian Diemer                                                                         | 3000 m akadály  | 8:38,40       | 4.            | 17.           |             |             |             | 8:23,89  | 7.       | 15.      | kiesett       | kiesett       |
| Brian Abshire                                                                        | 3000 m akadály  | 8:36,56       | 4.            | 14.           |             |             |             | 8:27,78  | 9.       | 18.      | kiesett       | kiesett       |
| Gary Morgan                                                                          | 20 km gyaloglás |               |               |               |             |             |             |          |          |          | 1:27:26       | 37.           |
| Jim Heiring                                                                          | 20 km gyaloglás |               |               |               |             |             |             |          |          |          | 1:27:30       | 38.           |
| Tim Lewis                                                                            | 20 km gyaloglás |               |               |               |             |             |             |          |          |          | 1:31:00       | 44.           |
| Marco Evoniuk                                                                        | 50 km gyaloglás |               |               |               |             |             |             |          |          |          | 3:56:55       | 22.           |
| Carl Schueler                                                                        | 50 km gyaloglás |               |               |               |             |             |             |          |          |          | 3:57:44       | 23.           |
| Andy Kaestner                                                                        | 50 km gyaloglás |               |               |               |             |             |             |          |          |          | 4:12:49       | 34.           |
| Dennis Mitchell Albert Robinson Calvin Smith Lee McNeill                             | 4 × 100 m váltó | kizárták      | kizárták      | kizárták      |             |             |             | kiesett  | kiesett  | kiesett  | kiesett       | kiesett       |
| Danny Everett Steve Lewis Kevin Robinzine Butch Reynolds Antonio McKay Andrew Valmon | 4 × 400 m váltó | 3:02,16       | 1.            | 1.            |             |             |             | 3:02,84  | 1.       | 6.       | 2:56,16       |               |

| Versenyző        | Versenyszám   | Selejtező                     | Selejtező | Döntő    | Döntő    |
| Versenyző        | Versenyszám   | Eredmény                      | Helyezés  | Eredmény | Helyezés |
| ---------------- | ------------- | ----------------------------- | --------- | -------- | -------- |
| Hollis Conway    | Magasugrás    | 228 cm                        | 5.*       | 236 cm   |          |
| Jim Howard       | Magasugrás    | 225 cm                        | 13.*      | 231 cm   | 10.      |
| Brian Stanton    | Magasugrás    | 225 cm                        | 9.**      | 231 cm   | 11.      |
| Earl Bell        | Rúdugrás      | 540 cm                        | 4.***     | 570 cm   | 4.       |
| Kory Tarpenning  | Rúdugrás      | 540 cm                        | 4.***     | 550 cm   | 10.      |
| Billy Olson      | Rúdugrás      | 540 cm                        | 9.*****   | 550 cm   | 12.      |
| Carl Lewis       | Távolugrás    | 808 cm                        | 3.        | 872 cm   |          |
| Mike Powell      | Távolugrás    | 834w cm                       | 1.        | 849 cm   |          |
| Larry Myricks    | Távolugrás    | 819 cm                        | 2.        | 827 cm   |          |
| Charlie Simpkins | Hármasugrás   | 16,35 m (holtverseny) 16,27 m | 10.       | 17,29 m  | 5.       |
| Willie Banks     | Hármasugrás   | 16,57 m                       | 7.        | 17,03 m  | 6.       |
| Robert Cannon    | Hármasugrás   | 15,69 m                       | 29.       | kiesett  | kiesett  |
| Randy Barnes     | Súlylökés     | 20,83 m                       | 3.        | 22,39 m  |          |
| Gregg Tafralis   | Súlylökés     | 19,71 m                       | 12.       | 20,16 m  | 9.       |
| Jim Doehring     | Súlylökés     | 19,73 m                       | 11.       | 19,89 m  | 11.      |
| Mac Wilkins      | Diszkoszvetés | 62,48 m                       | 7.        | 65,90 m  | 5.       |
| Mike Buncic      | Diszkoszvetés | 63,16 m                       | 6.        | 62,46 m  | 10.      |
| Randy Heisler    | Diszkoszvetés | 59,08 m                       | 17.       | kiesett  | kiesett  |
| Lance Deal       | Kalapácsvetés | 73,66 m                       | 17.       | kiesett  | kiesett  |
| Ken Flax         | Kalapácsvetés | 72,70 m                       | 18.       | kiesett  | kiesett  |
| Jud Logan        | Kalapácsvetés | 72,64 m                       | 19.       | kiesett  | kiesett  |
| Dave Stephens    | Gerelyhajítás | 78,42 m                       | 14.       | kiesett  | kiesett  |
| Tom Petranoff    | Gerelyhajítás | 77,48 m                       | 18.       | kiesett  | kiesett  |
| Brian Crouser    | Gerelyhajítás | 72,72 m                       | 29.       | kiesett  | kiesett  |

| Versenyző    | Versenyszám | 100 m | 100 m | Távolugrás | Távolugrás | Súlylökés | Súlylökés | Magasugrás | Magasugrás | 400 m | 400 m | 110 m gát  | 110 m gát  | Diszkoszvetés | Diszkoszvetés | Rúdugrás   | Rúdugrás   | Gerelyhajítás | Gerelyhajítás | 1500 m     | 1500 m     | Végeredmény   | Végeredmény   |
| Versenyző    | Versenyszám | Idő   | Pont  | Eredmény   | Pont       | Eredmény  | Pont      | Eredmény   | Pont       | Idő   | Pont  | Idő        | Pont       | Eredmény      | Pont          | Eredmény   | Pont       | Eredmény      | Pont          | Idő        | Pont       | Pont          | Helyezés      |
| ------------ | ----------- | ----- | ----- | ---------- | ---------- | --------- | --------- | ---------- | ---------- | ----- | ----- | ---------- | ---------- | ------------- | ------------- | ---------- | ---------- | ------------- | ------------- | ---------- | ---------- | ------------- | ------------- |
| Tim Bright   | Tízpróba    | 11,18 | 821   | 705 cm     | 826        | 14,12 m   | 736       | 206 cm     | 859        | 49,34 | 845   | 14,39      | 925        | 41,68 m       | 699           | 570 cm     | 1132       | 61,60 m       | 762           | 4:51,20    | 611        | 8216          | 7.            |
| Dave Johnson | Tízpróba    | 11,15 | 827   | 712 cm     | 842        | 14,52 m   | 760       | 203 cm     | 831        | 49,15 | 854   | 14,66      | 891        | 42,36 m       | 713           | 490 cm     | 880        | 66,46 m       | 835           | 4:29,62    | 747        | 8180          | 9.            |
| Gary Kinder  | Tízpróba    | 11,31 | 793   | 700 cm     | 814        | 14,89 m   | 783       | 197 cm     | 776        | 51,79 | 734   | nem indult | nem indult | nem indult    | nem indult    | nem indult | nem indult | nem indult    | nem indult    | nem indult | nem indult | nem ért célba | nem ért célba |

Női
| Versenyző | Versenyszám     | Előfutam      | Előfutam      | Előfutam      | Negyeddöntő | Negyeddöntő | Negyeddöntő | Elődöntő | Elődöntő | Elődöntő | Döntő    | Döntő    |
| Versenyző | Versenyszám     | Idő           | Hely.         | Össz.         | Idő         | Hely.       | Össz.       | Idő      | Hely.    | Össz.    | Idő      | Helyezés |
| --- | --------------- | ------------- | ------------- | ------------- | ----------- | ----------- | ----------- | -------- | -------- | -------- | -------- | -------- |
| Evelyn Ashford                                                                                                | 100 m           | 11,10         | 1.            | 4.            | 10,88       | 1.          | 2.          | 10,99    | 1.       | 3.       | 10,83    |          |
| Florence Griffith Joyner                                                                                      | 100 m           | 10,88         | 1.            | 1.            | 10,62       | 1.          | 1.          | 10,70    | 1.       | 1.       | 10,54    |          |
| Florence Griffith Joyner                                                                                      | 200 m           | 22,51         | 1.            | 1.            | 21,76       | 1.          | 1.          | 21,56    | 1.       | 1.       | 21,34    |          |
| Pam Marshall                                                                                                  | 200 m           | nem ért célba | nem ért célba | nem ért célba | kiesett     | kiesett     | kiesett     | kiesett  | kiesett  | kiesett  | kiesett  | kiesett  |
| Gwen Torrence                                                                                                 | 200 m           | 22,87         | 1.            | 6.            | 22,25       | 1.          | 3.          | 22,53    | 3.       | 8.       | 22,17    | 6.       |
| Gwen Torrence                                                                                                 | 100 m           | 11,12         | 1.            | 6.            | 10,99       | 2.          | 6.*         | 11,02    | 3.       | 5.       | 10,97    | 5.       |
| Valerie Brisco-Hooks                                                                                          | 400 m           | 51,96         | 1.            | 4.            | 51,24       | 2.          | 6.          | 49,90    | 2.       | 6.       | 50,16    | 4.       |
| Diane Dixon                                                                                                   | 400 m           | 52,45         | 1.            | 11.           | 51,98       | 2.          | 16.         | 49,84    | 3.       | 4.       | 50,72    | 5.       |
| Denean Howard-Hill                                                                                            | 400 m           | 52,26         | 1.            | 7.*           | 51,02       | 3.          | 3.*         | 49,87    | 4.       | 5.       | 51,12    | 6.       |
| Delisa Walton-Floyd                                                                                           | 800 m           | 2:02,37       | 2.            | 13.           |             |             |             | 1:58,82  | 2.       | 5.       | 1:57,80  | 5.       |
| Joetta Clark-Diggs                                                                                            | 800 m           | 2:00,83       | 2.            | 2.            |             |             |             | 2:03,32  | 7.       | 15.      | kiesett  | kiesett  |
| Kim Gallagher                                                                                                 | 800 m           | 2:01,70       | 1.            | 6.            |             |             |             | 1:57,39  | 2.       | 2.       | 1:56,91  |          |
| Kim Gallagher                                                                                                 | 1500 m          | 4:07,22       | 4.            | 12.           |             |             |             |          |          |          | 4:16,25  | 11.      |
| Regina Jacobs                                                                                                 | 1500 m          | 4:18,09       | 11.           | 21.           |             |             |             |          |          |          | kiesett  | kiesett  |
| Mary Decker-Slaney                                                                                            | 1500 m          | 4:03,61       | 2.            | 2.            |             |             |             |          |          |          | 4:02,49  | 8.       |
| Mary Decker-Slaney                                                                                            | 3000 m          | 8:44,15       | 4.            | 4.            |             |             |             |          |          |          | 8:47,13  | 10.      |
| Vicki Huber                                                                                                   | 3000 m          | 8:48,93       | 5.            | 14.           |             |             |             |          |          |          | 8:37,25  | 6.       |
| PattiSue Plumer                                                                                               | 3000 m          | 8:45,21       | 7.            | 7.            |             |             |             |          |          |          | 8:59,17  | 13.      |
| Francie Larrieu-Smith                                                                                         | 10 000 m        | 31:52,02      | 6.            | 6.            |             |             |             |          |          |          | 31:35,52 | 5.       |
| Lynn Jennings                                                                                                 | 10 000 m        | 32:18,44      | 8.            | 21.           |             |             |             |          |          |          | 31:39,93 | 6.       |
| Lynn Nelson                                                                                                   | 10 000 m        | 32:15,45      | 6.            | 19.           |             |             |             |          |          |          | 32:32,24 | 15.      |
| Nancy Ditz | Maraton         |               |               |               |             |             |             |          |          |          | 2:33:42  | 17.      |
| Margaret Groos                                                                                                | Maraton         |               |               |               |             |             |             |          |          |          | 2:40:59  | 39.      |
| Cathy O'Brien                                                                                                 | Maraton         |               |               |               |             |             |             |          |          |          | 2:41:04  | 40.      |
| LaVonna Martin                                                                                                | 100 m gát       | 13,20         | 3.            | 13.           | 13,20       | 5.          | 13.         | 13,29    | 7.       | 13.      | kiesett  | kiesett  |
| Jacqueline Humphrey                                                                                           | 100 m gát       | 13,24         | 4.            | 14.           | 13,25       | 6.          | 15.         | 13,59    | 7.       | 15.      | kiesett  | kiesett  |
| Gail Devers                                                                                                   | 100 m gát       | 13,18         | 3.            | 11.*          | 13,22       | 4.          | 14.         | 13,51    | 8.       | 14.      | kiesett  | kiesett  |
| LaTanya Sheffield                                                                                             | 400 m gát       | 55,61         | 4.            | 7.            |             |             |             | 54,36    | 3.       | 4.       | 55,32    | 8.       |
| Schowonda Williams                                                                                            | 400 m gát       | 55,98         | 2.            | 13.           |             |             |             | 56,71    | 7.       | 13.      | kiesett  | kiesett  |
| Leslie Maxie                                                                                                  | 400 m gát       | 57,60         | 5.            | 26.           |             |             |             | kiesett  | kiesett  | kiesett  | kiesett  | kiesett  |
| Alice Brown Sheila Echols Florence Griffith Joyner Evelyn Ashford Dannette Young                              | 4 × 100 m váltó | 42,39         | 1.            | 1.            |             |             |             | 42,12    | 1.       | 2.       | 41,98    |          |
| Denean Howard-Hill Diane Dixon Valerie Brisco-Hooks Florence Griffith Joyner Sherri Howard Lillie Leatherwood | 4 × 400 m váltó | 3:25,86       | 1.            | 1.            |             |             |             |          |          |          | 3:15,51  |          |

| Versenyző            | Versenyszám   | Selejtező | Selejtező | Döntő    | Döntő    |
| Versenyző            | Versenyszám   | Eredmény  | Helyezés  | Eredmény | Helyezés |
| -------------------- | ------------- | --------- | --------- | -------- | -------- |
| Louise Ritter        | Magasugrás    | 192 cm    | 11.*      | 201 cm   |          |
| Coleen Sommer        | Magasugrás    | 187 cm    | 18.       | kiesett  | kiesett  |
| Trish King           | Magasugrás    | 184 cm    | 19.       | kiesett  | kiesett  |
| Jackie Joyner-Kersee | Távolugrás    | 696 cm    | 3.        | 740 cm   |          |
| Carol Lewis          | Távolugrás    | 647 cm    | 13.       | kiesett  | kiesett  |
| Sheila Echols        | Távolugrás    | 637 cm    | 16.       | kiesett  | kiesett  |
| Bonnie Dasse         | Súlylökés     | 19,45 m   | 11.       | 17,60 m  | 12.      |
| Ramona Pagel         | Súlylökés     | 18,55 m   | 15.       | kiesett  | kiesett  |
| Ramona Pagel         | Diszkoszvetés | 57,50 m   | 15.       | kiesett  | kiesett  |
| Carol Cady           | Diszkoszvetés | 62,72 m   | 10.       | 63,42 m  | 11.      |
| Connie Price-Smith   | Diszkoszvetés | 57,04 m   | 16.       | kiesett  | kiesett  |
| Connie Price-Smith   | Súlylökés     | 17,09 m   | 18.       | kiesett  | kiesett  |
| Donna Mayhew         | Gerelyhajítás | 61,56 m   | 12.       | 61,78 m  | 7.       |
| Karin Smith          | Gerelyhajítás | 57,94 m   | 20.       | kiesett  | kiesett  |
| Lynda Hughes Sutfin  | Gerelyhajítás | 56,12 m   | 24.       | kiesett  | kiesett  |

| Versenyző            | Versenyszám | 100 m gát | 100 m gát | Magasugrás | Magasugrás | Súlylökés | Súlylökés | 200 m | 200 m | Távolugrás | Távolugrás | Gerelyhajítás | Gerelyhajítás | 800 m   | 800 m | Végeredmény | Végeredmény |
| Versenyző            | Versenyszám | Idő       | Pont      | Eredmény   | Pont       | Eredmény  | Pont      | Idő   | Pont  | Eredmény   | Pont       | Eredmény      | Pont          | Idő     | Pont  | Pont        | Helyezés    |
| -------------------- | ----------- | --------- | --------- | ---------- | ---------- | --------- | --------- | ----- | ----- | ---------- | ---------- | ------------- | ------------- | ------- | ----- | ----------- | ----------- |
| Jackie Joyner-Kersee | Hétpróba    | 12,69     | 1172      | 186 cm     | 1054       | 15,80 m   | 915       | 22,56 | 1123  | 727 cm     | 1264       | 45,66 m       | 776           | 2:08,51 | 987   | 7291        |             |
| Cindy Greiner        | Hétpróba    | 13,55     | 1043      | 180 cm     | 978        | 14,13 m   | 803       | 24,48 | 935   | 647 cm     | 997        | 38,00 m       | 629           | 2:13,65 | 912   | 6297        | 8.          |
| Wendy Brown          | Hétpróba    | 14,07     | 968       | 183 cm     | 1016       | 12,69 m   | 707       | 24,83 | 902   | 613 cm     | 890        | 44,34 m       | 751           | 2:26,43 | 738   | 5972        | 18.         |

* - egy másik versenyzővel azonos eredményt ért el

** - két másik versenyzővel azonos eredményt ért el

*** - három másik versenyzővel azonos eredményt ért el

***** - öt másik versenyzővel azonos eredményt ért el

## Birkózás
Kötöttfogású
| Versenyző        | Versenyszám | Vigaszágas kiesés | Vigaszágas kiesés | Helyosztók                            | Helyosztók             | Bronz- mérkőzés            | Döntő             | Helyezés    |
| Versenyző        | Versenyszám | Vigaszágas kiesés | Vigaszágas kiesés | 7. helyért                            | 5. helyért             | Bronz- mérkőzés            | Döntő             | Helyezés    |
| Versenyző        | Versenyszám | Ellenfél Eredmény | Hely.             | Ellenfél Eredmény                     | Ellenfél Eredmény      | Ellenfél Eredmény          | Ellenfél Eredmény | Helyezés    |
| ---------------- | ----------- | --- | ----------------- | ------------------------------------- | ---------------------- | -------------------------- | ----------------- | ----------- |
| Mark Fuller      | 48 kg       | A csoport · Szaitó Ikuzó (JPN) · 3–1 · Lars Rønningen (NOR) · 4–6 · Vincenzo Maenza (ITA) · 4–7 | 5.                | kiesett                               | kiesett                | kiesett                    | kiesett           | helyezetlen |
| Shawn Sheldon    | 52 kg       | B csoport · Jon Rønningen (NOR) · 1–4 · Hu Zsi-csa (Hu Richa) (CHN) · passzivitás | 7.                | kiesett                               | kiesett                | kiesett                    | kiesett           | helyezetlen |
| Anthony Amado    | 57 kg       | A csoport · Ho Bjongho (Heo Byeong-Ho) (KOR) · passzivitás · Kacem Bouallouche (MAR) · kétvállas · Ronny Sigde (NOR) · 10–7 · Harálambosz Holídisz (GRE) · kétvállas                                                         | 6.                | kiesett                               | kiesett                | kiesett                    | kiesett           | helyezetlen |
| Ike Anderson     | 62 kg       | A csoport · Mieczysław Tracz (POL) · 3–2 · Hu Kuo-hung (Hu Guohong) (CHN) · passzivitás · Brahim Loksairi (MAR) · passzivitás · An Dehjon (An Dae-Hyeon) (KOR) · 0–2 · Kamandar Məcidov (URS) · 1–2                          | 3.                |                                       | Peter Behl (FRG) · 1–5 |                            |                   | 6.          |
| Andy Seras       | 68 kg       | B csoport · Edmundo Ichillumpa (PER) · 16–0 · Markus Pittner (AUT) · 15–0 · Levon Dzsulfalakjan (URS) · 2–9 · Lars Lagerborg (SWE) · kizárták                                                                                | 5.                | kiesett                               | kiesett                | kiesett                    | kiesett           | helyezetlen |
| David Butler     | 74 kg       | A csoport · Józef Tracz (POL) · 3–6 · Franc Podlesek (YUG) · passzivitás · Itó Hiromicsi (JPN) · 6–2 · Kim Jongnam (Kim Yeong-Nam) (KOR) · 0–2                                                                               | 6.                | kiesett                               | kiesett                | kiesett                    | kiesett           | helyezetlen |
| John Morgan      | 82 kg       | A csoport · Pavel Frinta (TCH) · kétvállas · Barthelémy N'To (CMR) · kizárták · Angel Sztojkov (BUL) · kizárták · Stig Kleven (NOR) · 2–3                                                                                    | 4.                | Bogdan Daras (POL) · kizárták         |                        |                            |                   | 7.          |
| Mike Foy         | 90 kg       | B csoport · Olaf Koschnitzke (GDR) · kétvállas · Doug Cox (CAN) · kétvállas · a 3. fordulóban erőnyerő · Andreas Steinbach (FRG) · 15–5                                                                                      | 5.                | kiesett                               | kiesett                | kiesett                    | kiesett           | helyezetlen |
| Dennis Koslowski | 100 kg      | A csoport · Fukube Maszahiko (JPN) · 16–0 · Juha Ahokas (FIN) · 15–0 · Steve Marshall (CAN) · passzivitás · Guram Gedehauri (URS) · 4–5 · az 5. fordulóban erőnyerő · Andrzej Wroński (POL) · 0–1 · Jožef Tertei (YUG) · 2–0 | 2.                |                                       |                        | Ilija Georgiev (BUL) · 6–0 |                   |             |
| Duane Koslowski  | 130 kg      | A csoport · Alexander Neumüller (AUT) · 5–3 · Khodr Bechara (LIB) · kétvállas · Klauz László (HUN) · 0–2 · Alekszandr Karelin (URS) · 0–15                                                                                   | 4.                | Roman Wrocławski (POL) · visszalépett |                        |                            |                   | 8.          |

Szabadfogású
| Versenyző         | Versenyszám | Vigaszágas kiesés | Vigaszágas kiesés | Helyosztók        | Helyosztók                                   | Bronz- mérkőzés                 | Döntő                           | Helyezés    |
| Versenyző         | Versenyszám | Vigaszágas kiesés | Vigaszágas kiesés | 7. helyért        | 5. helyért                                   | Bronz- mérkőzés                 | Döntő                           | Helyezés    |
| Versenyző         | Versenyszám | Ellenfél Eredmény | Hely.             | Ellenfél Eredmény | Ellenfél Eredmény                            | Ellenfél Eredmény               | Ellenfél Eredmény               | Helyezés    |
| ----------------- | ----------- | --- | ----------------- | ----------------- | -------------------------------------------- | ------------------------------- | ------------------------------- | ----------- |
| Tim Vanni         | 48 kg       | B csoport · Alfredo Marcuño (ESP) · 16–0 · Kobajasi Takasi (JPN) · kétvállas · Mohamed El-Messouti (SYR) · 13–1 · Nasser Zeinalnia (IRI) · kétvállas · İlyas Şükrüoğlu (TUR) · 5–3                                                                           | 2.                |                   |                                              | Szergej Karamcsakov (URS) · 1–3 |                                 | 4.          |
| Ken Chertow       | 52 kg       | A csoport · Thierry Bourdin (FRA) · 1–5 · Bernardo Olvera (MEX) · 10–7 · Valentin Jordanov (BUL) · 6–19 | 9.                | kiesett           | kiesett                                      | kiesett                         | kiesett                         | helyezetlen |
| Barry Davis       | 57 kg       | A csoport · Jozef Schwendtner (TCH) · 11–2 · Ahmet Ak (TUR) · 5–11 · Nagy Béla (HUN) · kétvállas | 7.                | kiesett           | kiesett                                      | kiesett                         | kiesett                         | helyezetlen |
| John Smith        | 62 kg       | A csoport · Orbán József (HUN) · 11–4 · Szimeon Sterev (BUL) · 6–3 · Marian Skubacz (POL) · 4–2 · Mika Lehto (FIN) · 16–6 · Giovanni Schillaci (ITA) · kétvállas · Avirmediin Enkhee (MGL) · 12–7                                                            | 1.                |                   |                                              |                                 | Sztepan Szargszjan (URS) · 4–0  |             |
| Nate Carr         | 68 kg       | B csoport · Podolszki Attila (HUN) · 16–1 · Mohammad Shir (AFG) · 15–0 · Alexander Leipold (FRG) · 11–3 · a 4. fordulóban erőnyerő · Cris Brown (AUS) · 6–0 · David McKay (CAN) · 9–0 · Pak Csangszun (Park Jang-Sun) (KOR) · 2–3 · a 8. fordulóban erőnyerő | 2.                |                   |                                              | Akaisi Kószei (JPN) · 5–1       |                                 |             |
| Kenny Monday      | 74 kg       | B csoport · Fitz Walker (GBR) · 12–0 · Alfonso Jessel (MEX) · kétvállas · Nagy János (HUN) · 3–2 · Šaban Sejdi (YUG) · 4–0 · Gary Holmes (CAN) · 6–0 · Lodoin Enkhbayar (MGL) · 2–0 · Pekka Rauhala (FIN) · 7–0                                              | 1.                |                   |                                              |                                 | Adlan Varajev (URS) · 5–2       |             |
| Mark Schultz      | 82 kg       | B csoport · Alekszandar Nanev (BUL) · 4–0 · Reiner Trik (FRG) · 16–1 · Andrzej Radomski (POL) · 8–1 · Victor Kodei (NGR) · kétvállas · Hans Gstöttner (GDR) · kétvállas · Alekszandr Tambovcev (URS) · 3–7 · Necmi Gençalp (TUR) · 0–14                      | 3.                |                   | Puntsagiin Sükhbat (MGL) · feladta (sérülés) |                                 |                                 | 6.          |
| Jim Scherr        | 90 kg       | A csoport · Doug Cox (CAN) · 10–7 · Tóth Gábor (HUN) · 3–1 · Subhash Verma (IND) · 6–3 · Graeme English (GBR) · 15–0 · Óta Akira (JPN) · kétvállas | 3.                |                   | Rumen Alabakov (BUL) · 3–1                   |                                 |                                 | 5.          |
| Bill Scherr       | 100 kg      | B csoport · Wojciech Wala (POL) · kétvállas · a 2. fordulóban erőnyerő · Július Strnisko (TCH) · 11–3 · Noel Loban (GBR) · 5–2 · Vasile Puşcaşu (ROU) · 1–4 · Georgi Karadusev (BUL) · 6–1                                                                   | 2.                |                   |                                              | Uwe Neupert (GDR) · kétvállas   |                                 |             |
| Bruce Baumgartner | 130 kg      | A csoport · Hassan El-Haddad (EGY) · kizárták · Andreas Schröder (GDR) · 11–1 · Navind Ramsaran (MRI) · 15–0 · Adam Sandurski (POL) · 17–0 | 1.                |                   |                                              |                                 | Davit Gobedzsisvili (URS) · 1–3 |             |

## Cselgáncs
| Versenyző      | Versenyszám  | Csoport | Selejtező                                   | 32-es főtábla                               | Nyolcaddöntő                              | Negyeddöntő                                        | Elődöntő                                    | Vigaszág nyolcaddöntő | Vigaszág negyeddöntő | Vigaszág elődöntő                        | Bronz- mérkőzés                 | Döntő                                                | Helyezés |
| Versenyző      | Versenyszám  | Csoport | Ellenfél Eredmény                           | Ellenfél Eredmény                           | Ellenfél Eredmény                         | Ellenfél Eredmény                                  | Ellenfél Eredmény                           | Ellenfél Eredmény     | Ellenfél Eredmény    | Ellenfél Eredmény                        | Ellenfél Eredmény               | Ellenfél Eredmény                                    | Helyezés |
| -------------- | ------------ | ------- | ------------------------------------------- | ------------------------------------------- | ----------------------------------------- | -------------------------------------------------- | ------------------------------------------- | --------------------- | -------------------- | ---------------------------------------- | ------------------------------- | ---------------------------------------------------- | -------- |
| Kevin Asano    | Légsúly      | B       | erőnyerő                                    | Petr Šedivák (TCH) · 0001–0000              | Lee Kan (HKG) · 1010–0000                 | Hszü Caj-csuan (Sheu Tsay-Chwan) (TPE) · 1010–0000 | Hoszokava Sindzsi (JPN) · 0000 (bírói)–0000 |                       |                      |                                          |                                 | Kim Dzsejop (Kim Jae-Yeop) (KOR) · 0000–0000 (bírói) |          |
| Joseph Marchal | Harmatsúly   | A       | erőnyerő                                    | Vu Po-cseng (Wu Po-Cheng) (TPE) · 1000–0000 | Jamamoto Jószuke (JPN) · 0000–1000        | kiesett                                            | kiesett                                     |                       |                      |                                          |                                 |                                                      | 14.      |
| Mike Swain     | Könnyűsúly   | A       | erőnyerő                                    | Nelson Ombito (KEN) · 0200–0000             | Glenn Beauchamp (CAN) · 0000 (bírói)–0000 | Sven Loll (GDR) · 0001–0010                        |                                             |                       |                      | Steffen Stranz (FRG) · 0000 (bírói)–0000 | Kerrith Brown (GBR) · 0000–0001 |                                                      | *        |
| Jason Morris   | Váltósúly    | B       | Olivier Schaffter (SUI) · 0000 (bírói)–0000 | Basir Varajev (URS) · 0000–0000 (bírói)     | kiesett                                   | kiesett                                            | kiesett                                     |                       |                      |                                          |                                 |                                                      | 20.      |
| Rene Capo      | Középsúly    | A       | erőnyerő                                    | Ben Spijkers (NED) · 0000–0020              | kiesett                                   | kiesett                                            | kiesett                                     |                       |                      |                                          |                                 |                                                      | 19.      |
| Robert Berland | Félnehézsúly | A       |                                             | erőnyerő                                    | Marc Meiling (FRG) · 0000–0000 (bírói)    |                                                    |                                             |                       |                      | Robert Van de Walle (BEL) · 0000–1000    | kiesett                         |                                                      | 7.       |
| Steven Cohen   | Nehézsúly    | B       |                                             | Ricardo Blas (GUM) · 0101–0000              | Juha Salonen (FIN) · 0000–0000 (bírói)    | kiesett                                            | kiesett                                     |                       |                      |                                          |                                 |                                                      | 13.      |

* - Az A csoportban szereplő, eredetileg bronzérmes brit Kerrith Brownt utólag kizárták, ezért Swain az 5. helyett a 3. helyen végzett és bronzérmet szerzett.

## Evezés
Férfi
| Versenyző | Versenyszám              | Előfutam | Előfutam | Vigaszág | Vigaszág | Elődöntő | Elődöntő | Döntő   | Döntő   | Döntő   | Helyezés    |
| Versenyző | Versenyszám              | Idő      | Hely.    | Idő      | Hely.    | Idő      | Hely.    | Típus   | Idő     | Hely.   | Helyezés    |
| --- | ------------------------ | -------- | -------- | -------- | -------- | -------- | -------- | ------- | ------- | ------- | ----------- |
| Andrew Sudduth | Egypárevezős             | 7:05,61  | 2.       | 7:05,52  | 1.       | 6:59,70  | 2.       | A       | 7:11,45 | 6.      | 6.          |
| Glen Florio Kevin Still                                                                                            | Kétpárevezős             | 6:33,75  | 6.       | 6:56,45  | 5.       |          |          | kiesett | kiesett | kiesett | helyezetlen |
| Kurt Bausback Edward Ives                                                                                          | Kormányos nélküli kettes | 6:40,15  | 3.       | 7:04,99  | 3.       | 6:50,47  | 5.       | B       | 7:26,65 | 3.      | 9.          |
| Robert Espeseth, Jr. Jon Fish Daniel Lyons                                                                         | Kormányos kettes         | 7:17,36  | 3.       | erőnyerő | erőnyerő | 7:07,05  | 6.       | B       | 7:24,18 | 5.      | 11.         |
| Charles Altekruse John Frackelton Greg Montesi John Strotbeck, III                                                 | Négypárevezős            | 5:54,08  | 5.       | 5:59,07  | 4.       |          |          | kiesett | kiesett | kiesett | helyezetlen |
| Raoul Rodriguez, Jr. Thomas Bohrer David Krmpotich Richard Kennelly, Jr.                                           | Kormányos nélküli négyes | 6:03,67  | 1.       | erőnyerő | erőnyerő | 6:07,71  | 3.       | A       | 6:05,53 | 2.      |             |
| John Terwilliger Chris Huntington Tom Darling John Walters Mark Zembsch                                            | Kormányos négyes         | 6:08,36  | 1.       | erőnyerő | erőnyerő | 6:15,30  | 2.       | A       | 6:18,47 | 5.      | 5.          |
| Doug Burden Jeff McLaughlin Peter Nordell Ted Patton John Pescatore Jack Rusher, IV Jon Smith Mike Teti Seth Bauer | Nyolcas                  | 5:39,26  | 3.       | 5:35,63  | 1.       |          |          | A       | 5:48,26 | 3.      |             |

Női
| Versenyző | Versenyszám              | Előfutam | Előfutam | Vigaszág | Vigaszág | Elődöntő | Elődöntő | Döntő | Döntő   | Döntő | Helyezés |
| Versenyző | Versenyszám              | Idő      | Hely.    | Idő      | Hely.    | Idő      | Hely.    | Típus | Idő     | Hely. | Helyezés |
| --- | ------------------------ | -------- | -------- | -------- | -------- | -------- | -------- | ----- | ------- | ----- | -------- |
| Anne Marden | Egypárevezős             | 8:01,55  | 1.       | erőnyerő | erőnyerő | 7:40,51  | 2.       | A     | 7:50,28 | 2.    |          |
| Monica Havelka Cathy Thaxton-Tippett                                                                                                   | Kétpárevezős             | 7:38,62  | 4.       | 7:29,52  | 2.       |          |          | A     | 7:21,28 | 6.    | 6.       |
| Barbara Kirch Mara Keggi | Kormányos nélküli kettes | 8:16,85  | 3.       | 8:05,55  | 2.       |          |          | A     | 7:56,27 | 6.    | 6.       |
| Sherry Cassuto Angie Herron Jennie Marshall Anne Martin                                                                                | Négypárevezős            | 6:42,93  | 2.       | 6:39,10  | 3.       |          |          | B     | 6:14,28 | 3.    | 9.       |
| Jennifer Corbet Sarah Gengler Elizabeth Bradley Cindy Eckert Kimberly Santiago                                                         | Kormányos négyes         | 7:33,42  | 4.       | 7:28,01  | 2.       |          |          | A     | 7:09,12 | 5.    | 5.       |
| Juliet Thompson Christine Campbell Abby Peck Peg Mallery Susan Broome Stephanie Maxwell-Pierson Anna Seaton Alison Townley Betsy Beard | Nyolcas                  | 6:24,55  | 3.       | 6:10,82  | 4.       |          |          | A     | 6:26,66 | 6.    | 6.       |

## Gyeplabda

### Női
| Amerikai női gyeplabdacsapat-játékoskeret | Amerikai női gyeplabdacsapat-játékoskeret                                                                                            |
| --- | --- |
| - Patty Shea - Yogi Hightower - Mary Koboldt - Marcia Pankratz - Cheryl Van Kuren - Diane Bracalente - Beth Beglin - Marcy Place-von Schottenstein | - Sandra Vander-Heyden - Tracey Fuchs - Sheryl Johnson - Sandra Costigan - Christy Morgan - Barb Marois - Megan Donnelly - Donna Lee |

#### Eredmények
Csoportkör
A csoport
| Csapat                 | M | Gy | D | V | G+ | G– | Gk | P |
| ---------------------- | - | -- | - | - | -- | -- | -- | - |
| Hollandia (NED)        | 3 | 3  | 0 | 0 | 9  | 2  | +7 | 6 |
| Nagy-Britannia (GBR)   | 3 | 1  | 1 | 1 | 4  | 7  | –3 | 3 |
| Argentína (ARG)        | 3 | 1  | 0 | 2 | 2  | 3  | –1 | 2 |
| Egyesült Államok (USA) | 3 | 0  | 1 | 2 | 4  | 7  | –3 | 1 |

| 1988. szeptember 21. | Hollandia (NED) | 4–1 | Egyesült Államok (USA) |  |
| 1988. szeptember 21. | (2–0)           |     |                        |  |

| 1988. szeptember 23. | Argentína (ARG) | 2–1 | Egyesült Államok (USA) |  |
| 1988. szeptember 23. | (1–0)           |     |                        |  |

| 1988. szeptember 25. | Egyesült Államok (USA) | 2–2 | Nagy-Britannia (GBR) |  |
| 1988. szeptember 25. | (0–1)                  |     |                      |  |

Az 5–8. helyért
| 1988. szeptember 27. | NSZK (FRG) | 2–1 | Egyesült Államok (USA) |  |
| 1988. szeptember 27. | (0–1)      |     |                        |  |

A 7. helyért
| 1988. szeptember 29. | Egyesült Államok (USA) | 1–3 | Argentína (ARG) |  |
| 1988. szeptember 29. | (0–0, 0–0, 1–3)        |     |                 |  |

| Csapat                 | Helyezés |
| ---------------------- | -------- |
| Egyesült Államok (USA) | 8.       |

## Íjászat
Férfi
| Versenyző                            | Versenyszám | Selejtező | Selejtező | Nyolcaddöntő | Nyolcaddöntő | Negyeddöntő | Negyeddöntő | Elődöntő | Elődöntő | Döntő   | Döntő    |
| Versenyző                            | Versenyszám | Pont      | Hely.     | Pont         | Hely.        | Pont        | Hely.       | Pont     | Hely.    | Pont    | Helyezés |
| ------------------------------------ | ----------- | --------- | --------- | ------------ | ------------ | ----------- | ----------- | -------- | -------- | ------- | -------- |
| Jay Barrs                            | Egyéni      | 1294      | 3.        | 313          | 13.          | 326         | 4.          | 334      | 2.       | 338     |          |
| Richard McKinney                     | Egyéni      | 1288      | 4.        | 321          | 6.           | 327         | 3.          | 332      | 3.       | 324     | 6.       |
| Darrell Pace                         | Egyéni      | 1257      | 19.       | 306          | 18.          | 329         | 1.          | 322      | 9.       | kiesett | kiesett  |
| Jay Barrs Darrell Pace Rick McKinney | Csapat      | 3839      | 2.        |              |              |             |             | 992      | 1.       | 972     |          |

Női
| Versenyző                                 | Versenyszám | Selejtező | Selejtező | Nyolcaddöntő | Nyolcaddöntő | Negyeddöntő | Negyeddöntő | Elődöntő | Elődöntő | Döntő   | Döntő    |
| Versenyző                                 | Versenyszám | Pont      | Hely.     | Pont         | Hely.        | Pont        | Hely.       | Pont     | Hely.    | Pont    | Helyezés |
| ----------------------------------------- | ----------- | --------- | --------- | ------------ | ------------ | ----------- | ----------- | -------- | -------- | ------- | -------- |
| Melanie Skillman                          | Egyéni      | 1252      | 15.       | 307          | 14.          | 318         | 9.          | 311      | 10.      | kiesett | kiesett  |
| Denise Parker                             | Egyéni      | 1263      | 11.       | 298          | 21.          | kiesett     | kiesett     | kiesett  | kiesett  | kiesett | kiesett  |
| Debra Ochs                                | Egyéni      | 1227      | 26.       | kiesett      | kiesett      | kiesett     | kiesett     | kiesett  | kiesett  | kiesett | kiesett  |
| Debra Ochs Denise Parker Melanie Skillman | Csapat      | 3742      | 4.        |              |              |             |             | 988      | 2.       | 952     |          |

## Kajak-kenu
Férfi
| Versenyző                                         | Versenyszám         | Előfutam       | Előfutam       | Előfutam       | Vigaszág       | Vigaszág       | Vigaszág       | Elődöntő | Elődöntő | Elődöntő | Döntő   | Döntő    |
| Versenyző                                         | Versenyszám         | Idő            | Hely.          | Össz.          | Idő            | Hely.          | Össz.          | Idő      | Hely.    | Össz.    | Idő     | Helyezés |
| ------------------------------------------------- | ------------------- | -------------- | -------------- | -------------- | -------------- | -------------- | -------------- | -------- | -------- | -------- | ------- | -------- |
| Mike Herbert                                      | Kajak egyes 500 m   | 1:43,41        | 4.             | 4.             | verseny nélkül | verseny nélkül | verseny nélkül | 1:43,40  | 2.       | 5.       | 1:46,73 | 4.       |
| Greg Barton                                       | Kajak egyes 1000 m  | 3:42,26        | 1.             | 4.             | erőnyerő       | erőnyerő       | erőnyerő       | 3:40,96  | 1.       | 4.       | 3:55,27 |          |
| Terry Kent Terry White                            | Kajak kettes 500 m  | 1:34,69        | 3.             | 7.             | erőnyerő       | erőnyerő       | erőnyerő       | 1:36,33  | 3.       | 12.      | 1:36,62 | 8.       |
| Greg Barton Norman Bellingham                     | Kajak kettes 1000 m | 3:20,50        | 2.             | 2.             | erőnyerő       | erőnyerő       | erőnyerő       | 3:25,36  | 1.       | 4.       | 3:32,42 |          |
| Michael Harbold Terry White Curt Bader Terry Kent | Kajak négyes 1000 m | 3:07,70        | 2.             | 10.            | erőnyerő       | erőnyerő       | erőnyerő       | 3:15,60  | 5.       | 13.      | kiesett | kiesett  |
| Jim Terrell                                       | Kenu egyes 500 m    | verseny nélkül | verseny nélkül | verseny nélkül | erőnyerő       | erőnyerő       | erőnyerő       | 2:00,13  | 4.       | 12.      | kiesett | kiesett  |
| Bruce Merritt                                     | Kenu egyes 1000 m   | 4:17,73        | 6.             | 12.            | 4:41,75        | 3.             | 7.             | 4:16,51  | 4.       | 10.      | kiesett | kiesett  |
| Rod McLain Bruce Merritt                          | Kenu kettes 500 m   | 1:51,48        | 6.             | 15.            | 1:53,36        | 3.             | 5.             | 1:53,32  | 5.       | 15.      | kiesett | kiesett  |
| Gregory Steward Ronald Urick                      | Kenu kettes 1000 m  | 4:28,56        | 6.             | 17.            | 4:17,77        | 4.             | 4.             | kiesett  | kiesett  | kiesett  | kiesett | kiesett  |

Női
| Versenyző                                                            | Versenyszám        | Előfutam | Előfutam | Előfutam | Vigaszág | Vigaszág | Vigaszág | Elődöntő | Elődöntő | Elődöntő | Döntő   | Döntő    |
| Versenyző                                                            | Versenyszám        | Idő      | Hely.    | Össz.    | Idő      | Hely.    | Össz.    | Idő      | Hely.    | Össz.    | Idő     | Helyezés |
| -------------------------------------------------------------------- | ------------------ | -------- | -------- | -------- | -------- | -------- | -------- | -------- | -------- | -------- | ------- | -------- |
| Traci Phillips                                                       | Kajak egyes 500 m  | 1:59,53  | 4.       | 8.       |          |          |          | 1:59,48  | 3.       | 8.       | 2:00,81 | 6.       |
| Sheila Conover Cathy Marino-Geers                                    | Kajak kettes 500 m | 1:50,54  | 2.       | 6.       | erőnyerő | erőnyerő | erőnyerő | 1:54,16  | 3.       | 9.       | 1:50,33 | 7.       |
| Cathy Marino-Geers Sheila Conover Shirley Dery-Batlik Traci Phillips | Kajak négyes 500 m | 1:41,77  | 4.       | 8.       | 1:43,17  | 3.       | 3.       |          |          |          | 1:47,94 | 9.       |

## Kerékpározás

### Országúti kerékpározás
Férfi
| Versenyző                                       | Versenyszám     | Idő                  | Helyezés |
| ----------------------------------------------- | --------------- | -------------------- | -------- |
| Bob Mionske                                     | Mezőnyverseny   | 4:32:46 (+0:24)      | 4.       |
| Scott McKinley                                  | Mezőnyverseny   | 4:32:56 (+0:34)      | 65.      |
| Craig Schommer                                  | Mezőnyverseny   | 4:32:56 (+0:34)      | 69.      |
| Norm Alvis Jim Copeland Tony Palmer Andy Paulin | Csapat időfutam | 2:02:35,7 (+04:48,0) | 10.      |

Női
| Versenyző              | Versenyszám   | Idő             | Helyezés |
| ---------------------- | ------------- | --------------- | -------- |
| Inga Thompson-Benedict | Mezőnyverseny | 2:00:52 (+0:00) | 8.       |
| Bunki Bankaitis-Davis  | Mezőnyverseny | 2:00:52 (+0:00) | 14.      |
| Sally Zack             | Mezőnyverseny | 2:00:52 (+0:00) | 16.      |

### Pálya-kerékpározás
Sprintversenyek
| Versenyző               | Versenyszám  | Selejtező | Selejtező | 1. forduló                                        | 1. forduló | Vigaszág                                                             | Vigaszág | 2. forduló             | 2. forduló | Vigaszág             | Vigaszág | Negyeddöntő                                      | 5–8. helyért           | 5–8. helyért | Elődöntő                           | Döntő                                                   | Helyezés |
| Versenyző               | Versenyszám  | Idő       | Hely.     | Ellenfelek Győztes idő                            | Hely.      | Ellenfelek Győztes idő                                               | Hely.    | Ellenfelek Győztes idő | Hely.      | Ellenfél Győztes idő | Hely.    | Ellenfél Győztes idő                             | Ellenfelek Győztes idő | Hely.        | Ellenfél Győztes idő               | Ellenfél Győztes idő                                    | Helyezés |
| ----------------------- | ------------ | --------- | --------- | ------------------------------------------------- | ---------- | -------------------------------------------------------------------- | -------- | ---------------------- | ---------- | -------------------- | -------- | ------------------------------------------------ | ---------------------- | ------------ | ---------------------------------- | ------------------------------------------------------- | -------- |
| Ken Carpenter           | Férfi egyéni | 10,792    | 5.        | Andrea Faccini (ITA) · Colin Abrams (GUY) · 11,74 | 2.         | Curt Harnett (CAN) · Rosman Alwi (MAS) · Vincent Lynch (BAR) · 11,26 | 2.       | kiesett                | kiesett    | kiesett              | kiesett  | kiesett                                          | kiesett                | kiesett      | kiesett                            | kiesett                                                 | kiesett  |
| Connie Paraskevin-Young | Női egyéni   | 11,845    | 4.        | Julie Speight (AUS) · Beth Tabor (CAN) · 12,11    | 1.         |                                                                      |          |                        |            |                      |          | Csou Szu-jing (Zhou Suying) (CHN) · 12,85; 12,94 |                        |              | Erika Salumäe (URS) · 12,38; 12,22 | Bronzmérkőzés · Isabelle Gautheron (FRA) · 14,07; 12,41 |          |

Üldözőversenyek
| Versenyző                                                                          | Versenyszám  | Selejtező | Selejtező | Nyolcaddöntő                   | Nyolcaddöntő | Negyeddöntő  | Negyeddöntő | Elődöntő     | Elődöntő  | Döntő        | Döntő     | Helyezés |
| Versenyző                                                                          | Versenyszám  | Idő       | Hely.     | Ellenfél Idő                   | Saját idő    | Ellenfél Idő | Saját idő   | Ellenfél Idő | Saját idő | Ellenfél Idő | Saját idő | Helyezés |
| ---------------------------------------------------------------------------------- | ------------ | --------- | --------- | ------------------------------ | ------------ | ------------ | ----------- | ------------ | --------- | ------------ | --------- | -------- |
| David Brinton                                                                      | Férfi egyéni | 4:48,93   | 14.       | Colin Sturgess (GBR) · 4:37,17 | 4:47,27      | kiesett      | kiesett     | kiesett      | kiesett   | kiesett      | kiesett   | kiesett  |
| Dave Lettieri Michael McCarthy Leonard Harvey Nitz Carl Sundquist Mindaugas Umaras | Férfi csapat | 4:22,96   | 9.        |                                |              | kiesett      | kiesett     | kiesett      | kiesett   | kiesett      | kiesett   | kiesett  |

Időfutam
| Név              | Versenyszám  | Idő      | Helyezés |
| ---------------- | ------------ | -------- | -------- |
| Bobby Livingston | Férfi egyéni | 1:06,926 | 14.      |

Pontverseny
| Név            | Versenyszám | Selejtező | Selejtező  | Selejtező | Döntő | Döntő      | Döntő    |
| Név            | Versenyszám | Pont      | Körhátrány | Hely.     | Pont  | Körhátrány | Helyezés |
| -------------- | ----------- | --------- | ---------- | --------- | ----- | ---------- | -------- |
| Frankie Andreu | Férfi       | 11        | -1         | 11.       | 21    | -2         | 8.       |

## Kézilabda

### Férfi
| Amerikai férfi kézilabdacsapat-játékoskeret                                                                  | Amerikai férfi kézilabdacsapat-játékoskeret                                                            |
| --- | --- |
| - Jim Buehning - Scott Driggers - Craig Fitschen - Steve Goss - Robert Hillery - Boyd Janny - Bryant Johnson | - Bill Kessler - Steve Kirk - Peter Lash, Jr. - Joe McVein - Rod Oshita - Joe Story - Michael Sullivan |

#### Eredmények
Csoportkör
A csoport
| Csapat                 | M | Gy | D | V | G+  | G–  | Gk  | P  |
| ---------------------- | - | -- | - | - | --- | --- | --- | -- |
| Szovjetunió (URS)      | 5 | 5  | 0 | 0 | 130 | 82  | +48 | 10 |
| Jugoszlávia (YUG)      | 5 | 3  | 1 | 1 | 116 | 111 | +5  | 7  |
| Svédország (SWE)       | 5 | 3  | 0 | 2 | 106 | 91  | +15 | 6  |
| Izland (ISL)           | 5 | 2  | 1 | 2 | 96  | 102 | –6  | 5  |
| Algéria (ALG)          | 5 | 1  | 0 | 4 | 89  | 109 | –20 | 2  |
| Egyesült Államok (USA) | 5 | 0  | 0 | 5 | 83  | 125 | –42 | 0  |

| 1988. szeptember 20. 18:00 | Izland (ISL) | 22–15 | Egyesült Államok (USA) |  |
| 1988. szeptember 20. 18:00 | (8–8)        |       |                        |  |
| 1988. szeptember 20. 18:00 |              |       |                        |  |

| 1988. szeptember 22. 10:00 | Jugoszlávia (YUG) | 31–25 | Egyesült Államok (USA) |  |
| 1988. szeptember 22. 10:00 | (17–11)           |       |                        |  |
| 1988. szeptember 22. 10:00 |                   |       |                        |  |

| 1988. szeptember 24. 18:00 | Szovjetunió (URS) | 26–14 | Egyesült Államok (USA) |  |
| 1988. szeptember 24. 18:00 | (10– 5)           |       |                        |  |
| 1988. szeptember 24. 18:00 |                   |       |                        |  |

| 1988. szeptember 26. 14:00 | Svédország (SWE) | 26–12 | Egyesült Államok (USA) |  |
| 1988. szeptember 26. 14:00 | (11– 6)          |       |                        |  |
| 1988. szeptember 26. 14:00 |                  |       |                        |  |

| 1988. szeptember 28. 10:00 | Egyesült Államok (USA) | 17–20 | Algéria (ALG) |  |
| 1988. szeptember 28. 10:00 | (8–10)                 |       |               |  |
| 1988. szeptember 28. 10:00 |                        |       |               |  |

A 11. helyért
| 1988. szeptember 30. 10:00 | Egyesült Államok (USA) | 21–24 | Japán (JPN) |  |
| 1988. szeptember 30. 10:00 | (11–8)                 |       |             |  |
| 1988. szeptember 30. 10:00 |                        |       |             |  |

| Csapat                 | Helyezés |
| ---------------------- | -------- |
| Egyesült Államok (USA) | 12.      |

### Női
| Amerikai női kézilabdacsapat-játékoskeret                                                                    | Amerikai női kézilabdacsapat-játékoskeret                                                               |
| --- | --- |
| - Kathy Callaghan - Kim Clarke - Laura Coenen - Sandra De La Riva - Megan Gallagher - Amy Gamble - Sam Jones | - Portia Lack - Karyn Palgut - Carol Peterka - Angie Raynor - Cindy Stinger - Penny Stone - Sherry Winn |

#### Eredmények
Csoportkör
A csoport
| Csapat                 | M | Gy | D | V | G+ | G– | Gk  | P |
| ---------------------- | - | -- | - | - | -- | -- | --- | - |
| Dél-Korea (KOR)        | 3 | 2  | 0 | 1 | 76 | 67 | +9  | 4 |
| Jugoszlávia (YUG)      | 3 | 2  | 0 | 1 | 58 | 58 | +0  | 4 |
| Csehszlovákia (TCH)    | 3 | 2  | 0 | 1 | 81 | 69 | +12 | 4 |
| Egyesült Államok (USA) | 3 | 0  | 0 | 3 | 55 | 76 | –21 | 0 |

- Dél-Korea, Jugoszlávia és Csehszlovákia között a sorrendet az egymás elleni eredmény határozta meg.

| 1988. szeptember 21. 14:00 | Jugoszlávia (YUG) | 19–18 | Egyesült Államok (USA) |  |
| 1988. szeptember 21. 14:00 | (10–8)            |       |                        |  |
| 1988. szeptember 21. 14:00 |                   |       |                        |  |

| 1988. szeptember 23. 10:00 | Csehszlovákia (TCH) | 33–19 | Egyesült Államok (USA) |  |
| 1988. szeptember 23. 10:00 | (13–11)             |       |                        |  |
| 1988. szeptember 23. 10:00 |                     |       |                        |  |

| 1988. szeptember 25. 10:00 | Dél-Korea (KOR) | 24–18 | Egyesült Államok (USA) |  |
| 1988. szeptember 25. 10:00 | (11–10)         |       |                        |  |
| 1988. szeptember 25. 10:00 |                 |       |                        |  |

Az 5–8. helyért
| Csapat                 | M | Gy | D | V | G+ | G– | Gk  | P |
| ---------------------- | - | -- | - | - | -- | -- | --- | - |
| Csehszlovákia (TCH)    | 3 | 3  | 0 | 0 | 93 | 52 | +41 | 6 |
| Kína (CHN)             | 3 | 2  | 0 | 1 | 89 | 60 | +29 | 4 |
| Egyesült Államok (USA) | 3 | 1  | 0 | 2 | 68 | 80 | –12 | 2 |
| Elefántcsontpart (CIV) | 3 | 0  | 0 | 3 | 40 | 98 | –58 | 0 |

| 1988. szeptember 27. 10:00 | Kína (CHN) | 31–22 | Egyesült Államok (USA) |  |
| 1988. szeptember 27. 10:00 | (12–13)    |       |                        |  |
| 1988. szeptember 27. 10:00 |            |       |                        |  |

| 1988. szeptember 29. 10:00 | Elefántcsontpart (CIV) | 16–27 | Egyesült Államok (USA) |  |
| 1988. szeptember 29. 10:00 | (6–14)                 |       |                        |  |
| 1988. szeptember 29. 10:00 |                        |       |                        |  |

| Csapat                 | Helyezés |
| ---------------------- | -------- |
| Egyesült Államok (USA) | 7.       |

## Kosárlabda

### Férfi
| Amerikai férfi kosárlabdacsapat-játékoskeret                                                         | Amerikai férfi kosárlabdacsapat-játékoskeret                                                 |
| --- | -------------------------------------------------------------------------------------------- |
| - Mitch Richmond - Charles E. Smith - Charles D. Smith - Bimbo Coles - Jeff Grayer - Willie Anderson | - Stacey Augmon - Dan Majerle - Danny Manning - J. R. Reid - David Robinson - Hersey Hawkins |

#### Eredmények
Csoportkör
B csoport
| Csapat                 | M | Gy | V | P+  | P–  | Pk   |
| ---------------------- | - | -- | - | --- | --- | ---- |
| Egyesült Államok (USA) | 5 | 5  | 0 | 485 | 302 | +183 |
| Spanyolország (ESP)    | 5 | 4  | 1 | 484 | 435 | +49  |
| Brazília (BRA)         | 5 | 3  | 2 | 590 | 522 | +68  |
| Kanada (CAN)           | 5 | 2  | 3 | 479 | 455 | +24  |
| Kína (CHN)             | 5 | 1  | 4 | 431 | 527 | –96  |
| Egyiptom (EGY)         | 5 | 0  | 5 | 338 | 566 | –228 |

| 1988. szeptember 18. | Spanyolország (ESP) | 53–97 | Egyesült Államok (USA) |  |
| 1988. szeptember 18. | (32–48)             |       |                        |  |

| 1988. szeptember 20. | Kanada (CAN) | 70–76 | Egyesült Államok (USA) |  |
| 1988. szeptember 20. | (42–40)      |       |                        |  |

| 1988. szeptember 21. | Brazília (BRA) | 87–102 | Egyesült Államok (USA) |  |
| 1988. szeptember 21. | (55–63)        |        |                        |  |

| 1988. szeptember 23. | Kína (CHN) | 57–108 | Egyesült Államok (USA) |  |
| 1988. szeptember 23. | (26–59)    |        |                        |  |

| 1988. szeptember 24. | Egyiptom (EGY) | 35–102 | Egyesült Államok (USA) |  |
| 1988. szeptember 24. | (21–62)        |        |                        |  |

Negyeddöntő
| 1988. szeptember 26. | Egyesült Államok (USA) | 94–57 | Puerto Rico (PUR) |  |
| 1988. szeptember 26. | (48–28)                |       |                   |  |

Elődöntő
| 1988. szeptember 28. | Szovjetunió (URS) | 82–76 | Egyesült Államok (USA) |  |
| 1988. szeptember 28. | (47–37)           |       |                        |  |

Bronzmérkőzés
| 1988. szeptember 29. | Ausztrália (AUS) | 49–78 | Egyesült Államok (USA) |  |
| 1988. szeptember 29. | (29–52)          |       |                        |  |

| Csapat                 | Helyezés |
| ---------------------- | -------- |
| Egyesült Államok (USA) |          |

### Női
| Amerikai női kosárlabdacsapat-játékoskeret                                                              | Amerikai női kosárlabdacsapat-játékoskeret                                                              |
| --- | --- |
| - Teresa Edwards - Kamie Ethridge - Cindy Brown - Anne Donovan - Teresa Weatherspoon - Bridgette Gordon | - Vicky Bullett - Andrea Lloyd - Katrina McClain - Jennifer Gillom - Cynthia Cooper - Suzanne McConnell |

#### Eredmények
Csoportkör
B csoport
| Csapat                 | M | Gy | V | P+  | P–  | Pk  | P |
| ---------------------- | - | -- | - | --- | --- | --- | - |
| Egyesült Államok (USA) | 3 | 3  | 0 | 282 | 234 | +48 | 6 |
| Jugoszlávia (YUG)      | 3 | 2  | 1 | 199 | 211 | –12 | 5 |
| Kína (CHN)             | 3 | 1  | 2 | 200 | 214 | –14 | 4 |
| Csehszlovákia (TCH)    | 3 | 0  | 3 | 202 | 224 | –22 | 3 |

| 1988. szeptember 19. | Csehszlovákia (TCH) | 81–87 | Egyesült Államok (USA) |  |
| 1988. szeptember 19. | (39–37)             |       |                        |  |

| 1988. szeptember 22. | Egyesült Államok (USA) | 101–74 | Jugoszlávia (YUG) |  |
| 1988. szeptember 22. | (55–40)                |        |                   |  |

| 1988. szeptember 25. | Kína (CHN) | 79–94 | Egyesült Államok (USA) |  |
| 1988. szeptember 25. | (37–46)    |       |                        |  |

Elődöntő
| 1988. szeptember 27. | Egyesült Államok (USA) | 102–88 | Szovjetunió (URS) |  |
| 1988. szeptember 27. | (50–39)                |        |                   |  |

Döntő
| 1988. szeptember 29. | Egyesült Államok (USA) | 77–70 | Jugoszlávia (YUG) |  |
| 1988. szeptember 29. | (42–36)                |       |                   |  |

| Csapat                 | Helyezés |
| ---------------------- | -------- |
| Egyesült Államok (USA) |          |

## Labdarúgás
| Amerikai férfi labdarúgócsapat-játékoskeret                                                                             | Amerikai férfi labdarúgócsapat-játékoskeret                                                                                 |
| --- | --- |
| - Desmond Armstrong - Brian Bliss - Paul Caligiuri - Kevin Crow - Ricky Davis - John Doyle - Brent Goulet - John Harkes | - Frank Klopas - Paul Krumpe - Bruce Murray - Tab Ramos - John Stollmeyer - David Vanole - Peter Vermes - Mike Windischmann |

### Eredmények
Csoportkör
C csoport
| Csapat                 | M | Gy | D | V | Rg | Kg | Gk | P |
| ---------------------- | - | -- | - | - | -- | -- | -- | - |
| Szovjetunió (URS)      | 3 | 2  | 1 | 0 | 6  | 2  | +4 | 5 |
| Argentína (ARG)        | 3 | 1  | 1 | 1 | 4  | 4  | 0  | 3 |
| Dél-Korea (KOR)        | 3 | 0  | 2 | 1 | 1  | 2  | –1 | 2 |
| Egyesült Államok (USA) | 3 | 0  | 2 | 1 | 3  | 5  | –2 | 2 |

| 1988. szeptember 18. 19:00 (UTC+9) |

| Egyesült Államok (USA) | 1–1               | Argentína (ARG)       |
| ---------------------- | ----------------- | --------------------- |
| Windischmann 78'       | (0–0) Jegyzőkönyv | Alfaro 83' (11-esből) |

| Daegu Civic Stadium, Tegu Nézőszám: 18 500 Játékvezető: Dzsamál as-Saríf (szíriai) |

| 1988. szeptember 20. 17:00 (UTC+9) |

| Dél-Korea (KOR) | 0–0         | Egyesült Államok (USA) |
| --------------- | ----------- | ---------------------- |
|                 | Jegyzőkönyv |                        |

| Goodeok Stadium, Puszan Nézőszám: 22 000 Játékvezető: Baba Laouissi (marokkói) |

| 1988. szeptember 22. 17:00 (UTC+9) |

| Szovjetunió (URS)                                                | 4–2               | Egyesült Államok (USA) |
| ---------------------------------------------------------------- | ----------------- | ---------------------- |
| Mihajlicsenko 7' 48' Narbekovas 19' Dobrovolszkij 45' (11-esből) | (3–0) Jegyzőkönyv | Goulet 65' Doyle 85'   |

| Daegu Civic Stadium, Tegu Nézőszám: 20 000 Játékvezető: Arnaldo Coelho (brazil) |

| Csapat                 | Helyezés |
| ---------------------- | -------- |
| Egyesült Államok (USA) | 13.      |

## Lovaglás
Díjlovaglás
| Versenyző                                                            | Ló           | Versenyszám | Selejtező | Selejtező | Döntő   | Döntő    |
| Versenyző                                                            | Ló           | Versenyszám | Pont      | Hely.     | Pont    | Helyezés |
| -------------------------------------------------------------------- | ------------ | ----------- | --------- | --------- | ------- | -------- |
| Robert Dover                                                         | Federleicht  | Egyéni      | 1327      | 12.       | 1320    | 13.      |
| Jessica Newberry-Ransehousen                                         | Orpheus      | Egyéni      | 1308      | 15.*      | 1282    | 17.      |
| Belinda Baudin                                                       | Christopher  | Egyéni      | 1248      | 33.       | kiesett | kiesett  |
| Lendon Gray                                                          | Later On     | Egyéni      | 1212      | 43.       | kiesett | kiesett  |
| Robert Dover Jessica Newberry-Ransehousen Belinda Baudin Lendon Gray | lásd fentebb | Csapat      |           |           | 3883    | 6.*      |

Díjugratás
| Versenyző                                        | Ló             | Versenyszám | Selejtező | Selejtező | Selejtező | Selejtező | Döntő   | Döntő   | Döntő   | Döntő   | Döntő    |
| Versenyző                                        | Ló             | Versenyszám | 1. kör    | 2. kör    | Össz.     | Össz.     | 1. kör  | 1. kör  | 2. kör  | Össz.   | Össz.    |
| Versenyző                                        | Ló             | Versenyszám | Pont      | Pont      | Pont      | Hely.     | Pont    | Hely.   | Pont    | Pont    | Helyezés |
| ------------------------------------------------ | -------------- | ----------- | --------- | --------- | --------- | --------- | ------- | ------- | ------- | ------- | -------- |
| Greg Best                                        | Gem Twist      | Egyéni      | 69,50     | 63,50     | 133,00    | 5.        | 4,00    | 4.      | 0,00    | 4,00    |          |
| Anne Kursinski                                   | Starman        | Egyéni      | 69,50     | 52,00     | 121,50    | 11.       | 4,00    | 4.      | 4,00    | 8,00    | 4.*      |
| Joe Fargis                                       | Mill Pearl     | Egyéni      | 69,50     | 63,50     | 133,00    | 5.        | 4,00    | 4.      | 8,00    | 12,00   | 7.       |
| Lisa Jacquin                                     | For the Moment | Egyéni      | 16,00     | 24,00     | 40,00     | 56.       | kiesett | kiesett | kiesett | kiesett | kiesett  |
| Joe Fargis Greg Best Lisa Jacquin Anne Kursinski | lásd fentebb   | Csapat      |           |           |           |           | 12,25   | 2.      | 8,25    | 20,50   |          |

Lovastusa
| Versenyző                                                     | Ló           | Versenyszám | Díjlovaglás | Díjlovaglás | Tereplovaglás | Tereplovaglás | Díjugratás | Díjugratás | Végeredmény | Végeredmény |
| Versenyző                                                     | Ló           | Versenyszám | Bünt.       | Hely.       | Bünt.         | Hely.         | Bünt.      | Hely.      | Bünt.       | Helyezés    |
| ------------------------------------------------------------- | ------------ | ----------- | ----------- | ----------- | ------------- | ------------- | ---------- | ---------- | ----------- | ----------- |
| Phyllis Dawson                                                | Albany II    | Egyéni      | 54,60       | 10.         | 40,00         | 13.           | 5,00       | 11.        | 99,60       | 10.         |
| Bruce Davidson                                                | Dr. Peaches  | Egyéni      | 50,40       | 6.          | 76,40         | 20.           | 15,00      | 29.        | 141,80      | 18.         |
| Ann Sutton                                                    | Tarzan       | Egyéni      | 57,20       | 14.         | nem ért célba | nem ért célba | kiesett    | kiesett    | kiesett     | kiesett     |
| Karen Lende O’Connor                                          | The Optimist | Egyéni      | 64,20       | 21.         | nem ért célba | nem ért célba | kiesett    | kiesett    | kiesett     | kiesett     |
| Phyllis Dawson Bruce Davidson Ann Sutton Karen Lende O’Connor | lásd fentebb | Csapat      | 162,20      | 4.          | nem ért célba | nem ért célba | kiesett    | kiesett    | kiesett     | kiesett     |

* - egy másik versenyzővel azonos eredményt ért el

## Műugrás
Férfi
| Versenyző       | Versenyszám        | Selejtező | Selejtező | Döntő  | Döntő    |
| Versenyző       | Versenyszám        | Pont      | Helyezés  | Pont   | Helyezés |
| --------------- | ------------------ | --------- | --------- | ------ | -------- |
| Mark Bradshaw   | Egyéni műugrás     | 588,15    | 7.        | 642,99 | 5.       |
| Greg Louganis   | Egyéni műugrás     | 629,67    | 3.        | 730,80 |          |
| Greg Louganis   | Egyéni toronyugrás | 617,67    | 1.        | 638,61 |          |
| Patrick Jeffrey | Egyéni toronyugrás | 553,89    | 6.        | 483,54 | 12.      |

Női
| Versenyző           | Versenyszám        | Selejtező | Selejtező | Döntő  | Döntő    |
| Versenyző           | Versenyszám        | Pont      | Helyezés  | Pont   | Helyezés |
| ------------------- | ------------------ | --------- | --------- | ------ | -------- |
| Kelly McCormick     | Egyéni műugrás     | 473,73    | 5.        | 533,19 |          |
| Wendy Lucero        | Egyéni műugrás     | 477,99    | 4.        | 498,81 | 6.       |
| Michele Mitchell    | Egyéni toronyugrás | 426,45    | 2.        | 436,95 |          |
| Wendy Lian Williams | Egyéni toronyugrás | 402,54    | 4.        | 400,44 |          |

## Ökölvívás
| Versenyző        | Versenyszám     | Selejtező                 | 32-es főtábla                                | Nyolcaddöntő                                | Negyeddöntő                  | Elődöntő                              | Döntő                                   | Helyezés |
| Versenyző        | Versenyszám     | Ellenfél Eredmény         | Ellenfél Eredmény                            | Ellenfél Eredmény                           | Ellenfél Eredmény            | Ellenfél Eredmény                     | Ellenfél Eredmény                       | Helyezés |
| ---------------- | --------------- | ------------------------- | -------------------------------------------- | ------------------------------------------- | ---------------------------- | ------------------------------------- | --------------------------------------- | -------- |
| Michael Carbajal | Papírsúly       | erőnyerő                  | O Gvangszu (O Gwang-Su) (KOR) · 3:2          | Ðặng Hiếu Hiền (VIE) · RSC                  | Scotty Olson (CAN) · 5:0     | Isaszegi Róbert (HUN) · 4:1           | Ivajlo Marinov (BUL) · 0:5              |          |
| Arthur Johnson   | Légsúly         | Andrea Mannai (ITA) · 5:0 | Bishnu Bahadur Singh (NEP) · RSC             | Kim Gvangszon (Kim Gwang-Seon) (KOR) · 0:5  | kiesett                      | kiesett                               | kiesett                                 | 9.       |
| Kennedy McKinney | Harmatsúly      | erőnyerő                  | Giovanni Pérez (GUA) · RSC                   | Shahuraj Birajdar (IND) · mérkőzés nélkül   | Steve Mwema (KEN) · 5:0      | Phajol Moolsan (THA) · RSC            | Alekszandar Hrisztov (BUL) · 5:0        |          |
| Kelcie Banks     | Pehelysúly      | Regilio Tuur (NED) · KO   | kiesett                                      | kiesett                                     | kiesett                      | kiesett                               | kiesett                                 | 33.      |
| Romallis Ellis   | Könnyűsúly      | erőnyerő                  | I Gangszok (Lee Gang-Seok) (KOR) · 5:0       | Kassim Traoré (MLI) · 5:0                   | Emil Csuprenszki (BUL) · 3:2 | Andreas Zülow (GDR) · 0:5             | kiesett                                 |          |
| Todd Foster      | Kisváltósúly    | erőnyerő                  | Khalid Rahilou (MAR) · KO                    | Cson Dzsincshol (Jeon Jin-Cheol) (KOR) · KO | Grahame Cheney (AUS) · 2:3   | kiesett                               | kiesett                                 | 5.       |
| Kenny Gould      | Váltósúly       | Joseph Marwa (TAN) · 4:1  | Alfred Ankamah (GHA) · 5:0                   | Maselino Masoe (ASA) · 5:0                  | Joni Nyman (FIN) · 5:0       | Laurent Boudouani (FRA) · 1:4         | kiesett                                 |          |
| Roy Jones        | Nagyváltósúly   | erőnyerő                  | M'tendere Makalamba (MAW) · KO               | Michal Franek (TCH) · 5:0                   | Jevgenyij Zajcev (URS) · 5:0 | Richie Woodhall (GBR) · 5:0           | Pak Sihon (Park Si-Heon) (KOR) · 2:3    |          |
| Anthony Hembrick | Kisváltósúly    | erőnyerő                  | Michele Mastrodonato (ITA) · mérkőzés nélkül | kiesett                                     | kiesett                      | kiesett                               | kiesett                                 | 17.      |
| Andrew Maynard   | Félnehézsúly    |                           | erőnyerő                                     | Mika Masoe (ASA) · RSC                      | Erős Lajos (HUN) · 5:0       | Henryk Petrich (POL) · feladta        | Nurmagomed Sanavazov (URS) · 5:0        |          |
| Ray Mercer       | Nehézsúly       |                           | erőnyerő                                     | Rudolf Gavenčiak (TCH) · RSC                | Luigi Gaudiano (ITA) · KO    | Arnold Vanderlijde (NED) · RSC        | Pek Hjonman (Baek Hyeon-Man) (KOR) · KO |          |
| Riddick Bowe     | Szupernehézsúly |                           | erőnyerő                                     | Biko Botowamungu (AUT) · KO                 | Peter Hrivňák (TCH) · RSC    | Alekszandr Mirosnyicsenko (URS) · 5:0 | Lennox Lewis (CAN) · RSC                |          |

RSC – a mérkőzésvezető megállította a mérkőzést

## Öttusa
| Versenyző                                 | Versenyszám | Lovaglás      | Lovaglás      | Lovaglás      | Vívás    | Vívás | Vívás | Úszás   | Úszás | Úszás | Lövészet | Lövészet | Lövészet | Futás    | Futás | Futás | Összesen    | Összesen |
| Versenyző                                 | Versenyszám | Idő           | Pont          | Hely.         | Pontszám | Pont  | Hely. | Idő     | Pont  | Hely. | Eredmény | Pont     | Hely.    | Idő      | Pont  | Hely. | Összes pont | Helyezés |
| ----------------------------------------- | ----------- | ------------- | ------------- | ------------- | -------- | ----- | ----- | ------- | ----- | ----- | -------- | -------- | -------- | -------- | ----- | ----- | ----------- | -------- |
| Robert Nieman                             | Egyéni      | 2:10,35       | 944           | 35.           | 41–23    | 932   | 7.    | 3:23,09 | 1248  | 22.   | 194      | 1000     | 11.      | 14:45,89 | 910   | 55.   | 5034        | 18.      |
| Rob Stull                                 | Egyéni      | 3:07,13       | 470           | 59.           | 44–20    | 983   | 3.    | 3:24,25 | 1240  | 27.   | 188      | 868      | 43.      | 14:06,02 | 1027  | 42.   | 4588        | 48.      |
| Michael Gostigian                         | Egyéni      | nem ért célba | nem ért célba | nem ért célba | 35–29    | 820   | 26.   | 3:21,24 | 1264  | 14.   | 196      | 1044     | 4.       | 14:50,75 | 895   | 57.   | 4023        | 59.      |
| Robert Nieman Rob Stull Michael Gostigian | Csapat      |               | 1414          | 18.           |          | 2735  | 2.    |         | 3752  | 7.    |          | 2912     | 4.       |          | 2832  | 15.   | 13645       | 16.      |

## Röplabda

### Férfi
| Amerikai férfi röplabdacsapat-játékoskeret                                               | Amerikai férfi röplabdacsapat-játékoskeret                                           |
| ---------------------------------------------------------------------------------------- | ------------------------------------------------------------------------------------ |
| - Troy Tanner - Dave Saunders - Jon Root - Bob Ctvrtlik - Douglas Partie - Steve Timmons | - Craig Buck - Scott Fortune - Ricci Luyties - Jeff Stork - Eric Sato - Karch Kiraly |

#### Eredmények
Csoportkör
B csoport
|                        |      | Mérkőzések | Mérkőzések | Szettek | Szettek | Szettek | Pontok | Pontok | Pontok |
| Csapat                 | Pont | Gy         | V          | Sz+     | Sz–     | SzA     | P+     | P–     | PA     |
| ---------------------- | ---- | ---------- | ---------- | ------- | ------- | ------- | ------ | ------ | ------ |
| Egyesült Államok (USA) | 10   | 5          | 0          | 15      | 3       | 5,000   | 263    | 155    | 1,697  |
| Argentína (ARG)        | 8    | 3          | 2          | 11      | 7       | 1,571   | 209    | 211    | 0,991  |
| Franciaország (FRA)    | 8    | 3          | 2          | 10      | 7       | 1,429   | 222    | 190    | 1,168  |
| Hollandia (NED)        | 8    | 3          | 2          | 10      | 7       | 1,429   | 202    | 183    | 1,104  |
| Japán (JPN)            | 6    | 1          | 4          | 5       | 12      | 0,417   | 182    | 215    | 0,847  |
| Tunézia (TUN)          | 5    | 0          | 5          | 0       | 15      | 0,000   | 101    | 225    | 0,449  |

| 1988. szeptember 18. | Japán (JPN)         | 0–3 | Egyesült Államok (USA) |  |
| 1988. szeptember 18. | (13–15, 2–15, 2–15) |     |                        |  |

| 1988. szeptember 19. | Egyesült Államok (USA)     | 3–1 | Hollandia (NED) |  |
| 1988. szeptember 19. | (15–7, 12–15, 15–1, 15–11) |     |                 |  |

| 1988. szeptember 22. | Egyesült Államok (USA)            | 3–2 | Argentína (ARG) |  |
| 1988. szeptember 22. | (11–15, 11–15, 15–4, 17–15, 15–7) |     |                 |  |

| 1988. szeptember 24. | Franciaország (FRA)  | 0–3 | Egyesült Államok (USA) |  |
| 1988. szeptember 24. | (15–17, 6–15, 13–15) |     |                        |  |

| 1988. szeptember 26. | Tunézia (TUN)      | 0–3 | Egyesült Államok (USA) |  |
| 1988. szeptember 26. | (4–15, 6–15, 4–15) |     |                        |  |

Elődöntő
| 1988. szeptember 30. 9:45 | Brazília (BRA)      | 0–3 | Egyesült Államok (USA) |  |
| 1988. szeptember 30. 9:45 | (3–15, 5–15, 11–15) |     |                        |  |

Döntő
| 1988. október 2. 12:55 | Szovjetunió (URS)          | 1–3 | Egyesült Államok (USA) |  |
| 1988. október 2. 12:55 | (15–13, 10–15, 4–15, 8–15) |     |                        |  |

| Csapat                 | Helyezés |
| ---------------------- | -------- |
| Egyesült Államok (USA) |          |

### Női
| Amerikai női röplabdacsapat-játékoskeret                                                 | Amerikai női röplabdacsapat-játékoskeret                                                      |
| ---------------------------------------------------------------------------------------- | --------------------------------------------------------------------------------------------- |
| - Melissa McLinden - Angela Rock - Liz Masakayan - Kim Oden - Kim Ruddins - Caren Kemner | - Tammy Webb-Liley - Deitre Collins - Laurel Kessel - Keba Phipps - Liane Sato - Jayne McHugh |

#### Eredmények
Csoportkör
B csoport
|                        |      | Mérkőzések | Mérkőzések | Szettek | Szettek | Szettek | Pontok | Pontok | Pontok |
| Csapat                 | Pont | Gy         | V          | Sz+     | Sz–     | SzA     | P+     | P–     | PA     |
| ---------------------- | ---- | ---------- | ---------- | ------- | ------- | ------- | ------ | ------ | ------ |
| Peru (PER)             | 6    | 3          | 0          | 9       | 4       | 2,250   | 177    | 142    | 1,246  |
| Kína (CHN)             | 5    | 2          | 1          | 8       | 4       | 2,000   | 161    | 132    | 1,220  |
| Egyesült Államok (USA) | 4    | 1          | 2          | 5       | 8       | 0,625   | 140    | 167    | 0,838  |
| Brazília (BRA)         | 3    | 0          | 3          | 3       | 9       | 0,333   | 126    | 163    | 0,773  |

| 1988. szeptember 20. | Kína (CHN)         | 3–0 | Egyesült Államok (USA) |  |
| 1988. szeptember 20. | (15–9, 15–5, 15–7) |     |                        |  |

| 1988. szeptember 23. | Brazília (BRA)                    | 2–3 | Egyesült Államok (USA) |  |
| 1988. szeptember 23. | (16–14, 5–15, 13–15, 15–12, 7–15) |     |                        |  |

| 1988. szeptember 25. | Peru (PER)                      | 3–2 | Egyesült Államok (USA) |  |
| 1988. szeptember 25. | (12–15, 9–15, 15–4, 15–5, 15–9) |     |                        |  |

Az 5–8. helyért
| 1988. szeptember 27. 18:00 | NDK (GDR)                   | 3–1 | Egyesült Államok (USA) |  |
| 1988. szeptember 27. 18:00 | (15–13, 15–11, 10–15, 15–8) |     |                        |  |

A 7. helyért
| 1988. szeptember 29. 9:45 | Dél-Korea (KOR)                  | 2–3 | Egyesült Államok (USA) |  |
| 1988. szeptember 29. 9:45 | (4–15, 15–12, 15–13, 9–15, 8–15) |     |                        |  |

| Csapat                 | Helyezés |
| ---------------------- | -------- |
| Egyesült Államok (USA) | 7.       |

## Sportlövészet
Férfi
| Versenyző         | Versenyszám           | Selejtező | Selejtező | Döntő   | Döntő    |
| Versenyző         | Versenyszám           | Pont      | Helyezés  | Pont    | Helyezés |
| ----------------- | --------------------- | --------- | --------- | ------- | -------- |
| Erich Buljung     | Légpisztoly           | 590       | 1.        | 567     |          |
| Don Nygord        | Légpisztoly           | 574       | 28.       | kiesett | kiesett  |
| Don Nygord        | Szabadpisztoly        | 559       | 11.       | kiesett | kiesett  |
| Darius Young      | Szabadpisztoly        | 556       | 16.       | kiesett | kiesett  |
| John McNally      | Gyorstüzelő pisztoly  | 597       | 2.        | 690     | 7.       |
| Ray Arredondo     | Gyorstüzelő pisztoly  | 590       | 13.       | kiesett | kiesett  |
| Robert Foth       | Légpuska              | 591       | 4.        | 692,5   | 4.       |
| Rod Fitz-Randolph | Légpuska              | 587       | 17.       | kiesett | kiesett  |
| Webster Wright    | Sportpuska, fekvő     | 594       | 24.       | kiesett | kiesett  |
| Glenn Dubis       | Sportpuska, fekvő     | 595       | 15.       | kiesett | kiesett  |
| Glenn Dubis       | Sportpuska, összetett | 1174      | 4.        | 1,273,5 | 5.       |
| Daniel Durben     | Sportpuska, összetett | 1169      | 13.       | kiesett | kiesett  |
| Todd Bensley      | Futócéllövészet       | 581       | 16.       | kiesett | kiesett  |
| Scott Swinney     | Futócéllövészet       | 580       | 18.       | kiesett | kiesett  |

Női
| Versenyző    | Versenyszám           | Selejtező | Selejtező | Döntő   | Döntő    |
| Versenyző    | Versenyszám           | Pont      | Helyezés  | Pont    | Helyezés |
| ------------ | --------------------- | --------- | --------- | ------- | -------- |
| Kim Dyer     | Légpisztoly           | 377       | 16.       | kiesett | kiesett  |
| Kim Dyer     | Sportpisztoly         | 578       | 24.       | kiesett | kiesett  |
| Ruby Fox     | Légpisztoly           | 375       | 22.       | kiesett | kiesett  |
| Ruby Fox     | Sportpisztoly         | 577       | 26.       | kiesett | kiesett  |
| Deena Wigger | Légpuska              | 392       | 10.       | kiesett | kiesett  |
| Launi Meili  | Légpuska              | 395       | 1.        | 493,3   | 6.       |
| Launi Meili  | Sportpuska, összetett | 582       | 8.        | 676,5   | 7.       |
| Wanda Jewell | Sportpuska, összetett | 579       | 13.       | kiesett | kiesett  |

Nyílt
| Versenyző       | Versenyszám | Selejtező | Selejtező | Döntő   | Döntő    |
| Versenyző       | Versenyszám | Pont      | Helyezés  | Pont    | Helyezés |
| --------------- | ----------- | --------- | --------- | ------- | -------- |
| Dan Carlisle    | Trap        | 194       | 9.        | kiesett | kiesett  |
| Brian Ballard   | Trap        | 192       | 12.       | kiesett | kiesett  |
| Allen Haas, III | Trap        | 192       | 12.       | kiesett | kiesett  |
| Carolyn Koch    | Trap        | 130       | 47.       | kiesett | kiesett  |
| Dan Carlisle    | Skeet       | 197       | 3.        | 220     | 4.       |
| Matt Dryke      | Skeet       | 193       | 24.       | kiesett | kiesett  |
| Richard Smith   | Skeet       | 145       | 26.       | kiesett | kiesett  |
| Terry Carlisle  | Skeet       | 139       | 49.       | kiesett | kiesett  |

## Súlyemelés
| Versenyző       | Versenyszám | Szakítás | Szakítás | Lökés    | Lökés    | Összesen | Helyezés |
| Versenyző       | Versenyszám | Eredmény | Helyezés | Eredmény | Helyezés | Összesen | Helyezés |
| --------------- | ----------- | -------- | -------- | -------- | -------- | -------- | -------- |
| Michael Jacques | 67,5 kg     | 125,0    | 14.      | 157,5    | 13.      | 282,5    | 13.      |
| Tony Urrutia    | 75 kg       | 150,0    | 8.       | 177,5    | 10.      | 327,5    | 8.       |
| Derrick Crass   | 82,5 kg     | 140,0    | 14.      | 175,0    | 9.       | 315,0    | 11.      |
| Curt White      | 82,5 kg     | 140,0    | 14.      | 165,0    | 13.      | 305,0    | 14.      |
| Arn Kritsky     | 90 kg       | 147,5    | 11.      | 185,0    | 10.      | 332,5    | 11.      |
| Brett Brian     | 90 kg       | 140,0    | 14.      | 180,0    | 15.      | 320,0    | 14.      |
| Rich Schutz     | 110 kg      | 160,0    | 14.      | 200,0    | 11.      | 360,0    | 11.      |
| Jeff Michels    | 110 kg      | 167,5    | 12.      | 192,5    | 13.      | 360,0    | 13.      |
| Mario Martinez  | +110 kg     | 175,0    | 4.       | 232,5    | 3.       | 407,5    | 4.       |
| John Bergman    | +110 kg     | 167,5    | 7.       | 185,0    | 14.      | 352,5    | 10.      |

## Szinkronúszás
| Versenyző                       | Versenyszám | Selejtező           | Selejtező           | Selejtező       | Selejtező  | Selejtező  | Döntő           | Döntő      | Döntő      |
| Versenyző                       | Versenyszám | Technikai gyakorlat | Technikai gyakorlat | Zenés gyakorlat | Összesítés | Összesítés | Zenés gyakorlat | Összesítés | Összesítés |
| Versenyző                       | Versenyszám | Pont                | Hely.               | Pont            | Pont       | Hely.      | Pont            | Pont       | Helyezés   |
| ------------------------------- | ----------- | ------------------- | ------------------- | --------------- | ---------- | ---------- | --------------- | ---------- | ---------- |
| Tracie Ruiz-Conforto            | Egyéni      | 98,633              | 2.                  | 98,40           | 197,033    | 2.         | 99,00           | 197,633    |            |
| Karen Josephson                 | Egyéni      | 97,367              | 4.                  | kiesett         | kiesett    | kiesett    | kiesett         | kiesett    | kiesett    |
| Sarah Josephson                 | Egyéni      | 98,000              | 3.                  | kiesett         | kiesett    | kiesett    | kiesett         | kiesett    | kiesett    |
| Sarah Josephson Karen Josephson | Páros       | 97,684              | 2.                  | 98,60           | 196,284    | 2.         | 99,60           | 197,284    |            |

## Tenisz
Férfi
| Versenyző               | Versenyszám | 64-es főtábla                                     | 32-es főtábla                                                              | Nyolcaddöntő                                                        | Negyeddöntő                                                       | Elődöntő                                                             | Döntő                                                                                 | Helyezés |
| Versenyző               | Versenyszám | Ellenfél Eredmény                                 | Ellenfél Eredmény                                                          | Ellenfél Eredmény                                                   | Ellenfél Eredmény                                                 | Ellenfél Eredmény                                                    | Ellenfél Eredmény                                                                     | Helyezés |
| ----------------------- | ----------- | ------------------------------------------------- | -------------------------------------------------------------------------- | ------------------------------------------------------------------- | ----------------------------------------------------------------- | -------------------------------------------------------------------- | ------------------------------------------------------------------------------------- | -------- |
| Tim Mayotte             | Egyes       | Szong Donguk (Song Dong-Uk) (KOR) · 6–3, 6–3, 6–4 | Diego Nargiso (ITA) · 2–6, 6–2, 6–4, 6–0                                   | Amos Mansdorf (ISR) · 6–4, 6–2, 6–4                                 | Carl-Uwe Steeb (FRG) · 7–6, 7–5, 6–3                              | Brad Gilbert (USA) · 6–4, 6–4, 6–3                                   | Miloslav Mečíř (TCH) · 6–3, 2–6, 4–6, 2–6                                             |          |
| Brad Gilbert            | Egyes       | Michael Tauson (DEN) · 6–2, 7–5, 6–1              | Andrej Cserkaszov (URS) · 6–4, 1–6, 6–1, 6–2                               | Robert Seguso (USA) · 6–2, 6–1, 6–2                                 | Martín Jaite (ARG) · 5–7, 6–1, 7–6, 6–3                           | Tim Mayotte (USA) · 4–6, 4–6, 3–6                                    | kiesett                                                                               |          |
| Robert Seguso           | Egyes       | Nduka Odizor (NGR) · 6–4, 6–3, 6–2                | Darren Cahill (AUS) · 6–3, 7–6, 6–7, 6–2                                   | Brad Gilbert (USA) · 2–6, 1–6, 2–6                                  | kiesett                                                           | kiesett                                                              | kiesett                                                                               | 9.       |
| Ken Flach Robert Seguso | Páros       |                                                   | Indonézia (INA) · Hary Suharyadi · Donald Wailan Walalangi · 6–3, 6–1, 7–5 | Magyarország (HUN) · Markovits László · Köves Gábor · 6–4, 6–4, 6–4 | Dánia (DEN) · Morten Christensen · Michael Tauson · 6–4, 7–5, 6–2 | Csehszlovákia (TCH) · Miloslav Mečíř · Milan Šrejber · 6–2, 6–4, 6–1 | Spanyolország (ESP) · Emilio Sánchez Vicario · Sergio Casal · 6–3, 6–4, 6–7, 6–7, 9–7 |          |

Női
| Versenyző                 | Versenyszám | 64-es főtábla     | 32-es főtábla                      | Nyolcaddöntő                                  | Negyeddöntő                                                            | Elődöntő                                                  | Döntő                                                               | Helyezés |
| Versenyző                 | Versenyszám | Ellenfél Eredmény | Ellenfél Eredmény                  | Ellenfél Eredmény                             | Ellenfél Eredmény                                                      | Ellenfél Eredmény                                         | Ellenfél Eredmény                                                   | Helyezés |
| ------------------------- | ----------- | ----------------- | ---------------------------------- | --------------------------------------------- | ---------------------------------------------------------------------- | --------------------------------------------------------- | ------------------------------------------------------------------- | -------- |
| Zina Garrison             | Egyes       | erőnyerő          | Claudia Hernández (MEX) · 6–1, 6–4 | Barbara Paulus (AUT) · 7–5, 6–2               | Pam Shriver (USA) · 6–2, 6–3                                           | Steffi Graf (FRG) · 2–6, 0–6                              | kiesett                                                             |          |
| Pam Shriver               | Egyes       | erőnyerő          | Jill Hetherington (CAN) · 6–2, 6–3 | Katerina Maleeva (BUL) · 6–3, 3–6, 6–2        | Zina Garrison (USA) · 2–6, 3–6                                         | kiesett                                                   | kiesett                                                             | 5.       |
| Chris Evert               | Egyes       | erőnyerő          | Sandra Cecchini (ITA) · 6–2, 6–2   | Raffaella Reggi-Concato (ITA) · 6–2, 4–6, 1–6 | kiesett                                                                | kiesett                                                   | kiesett                                                             | 9.       |
| Pam Shriver Zina Garrison | Páros       |                   |                                    | erőnyerő                                      | Franciaország (FRA) · Nathalie Tauziat · Isabelle Demongeot · 7–5, 6–2 | Ausztrália (AUS) · Liz Smylie · Wendy Turnbull · 7–6, 6–4 | Csehszlovákia (TCH) · Jana Novotná · Helena Suková · 4–6, 6–2, 10–8 |          |

## Torna
Férfi
| Versenyző                                                                                | Versenyszám      | Selejtező | Selejtező | Döntő    | Döntő    |
| Versenyző                                                                                | Versenyszám      | Pontszám  | Helyezés  | Pontszám | Helyezés |
| ---------------------------------------------------------------------------------------- | ---------------- | --------- | --------- | -------- | -------- |
| Charles Lakes                                                                            | Talaj            | 19,60     | 15.       | kiesett  | kiesett  |
| Charles Lakes                                                                            | Ugrás            | 19,20     | 42.       | kiesett  | kiesett  |
| Charles Lakes                                                                            | Korlát           | 19,55     | 25.       | kiesett  | kiesett  |
| Charles Lakes                                                                            | Nyújtó           | 19,50     | 21.       | kiesett  | kiesett  |
| Charles Lakes                                                                            | Gyűrű            | 19,20     | 52.       | kiesett  | kiesett  |
| Charles Lakes                                                                            | Lólengés         | 19,40     | 30.       | kiesett  | kiesett  |
| Charles Lakes                                                                            | Egyéni összetett | 116,45    | 28.       | 117,175  | 19.      |
| Kevin Davis                                                                              | Talaj            | 19,20     | 51.       | kiesett  | kiesett  |
| Kevin Davis                                                                              | Ugrás            | 18,75     | 79.       | kiesett  | kiesett  |
| Kevin Davis                                                                              | Korlát           | 19,35     | 44.       | kiesett  | kiesett  |
| Kevin Davis                                                                              | Nyújtó           | 18,85     | 66.       | kiesett  | kiesett  |
| Kevin Davis                                                                              | Gyűrű            | 19,10     | 58.       | kiesett  | kiesett  |
| Kevin Davis                                                                              | Lólengés         | 19,50     | 22.       | kiesett  | kiesett  |
| Kevin Davis                                                                              | Egyéni összetett | 114,75    | 53.       | 115,325  | 34.      |
| Lance Ringnald                                                                           | Talaj            | 19,45     | 30.       | kiesett  | kiesett  |
| Lance Ringnald                                                                           | Ugrás            | 19,10     | 50.       | kiesett  | kiesett  |
| Lance Ringnald                                                                           | Korlát           | 19,30     | 50.       | kiesett  | kiesett  |
| Lance Ringnald                                                                           | Nyújtó           | 19,45     | 24.       | kiesett  | kiesett  |
| Lance Ringnald                                                                           | Gyűrű            | 18,85     | 71.       | kiesett  | kiesett  |
| Lance Ringnald                                                                           | Lólengés         | 19,10     | 46.       | kiesett  | kiesett  |
| Lance Ringnald                                                                           | Egyéni összetett | 115,25    | 47.       | 115,075  | 35.      |
| Scott Johnson                                                                            | Talaj            | 19,55     | 19.       | kiesett  | kiesett  |
| Scott Johnson                                                                            | Ugrás            | 19,20     | 42.       | kiesett  | kiesett  |
| Scott Johnson                                                                            | Korlát           | 19,50     | 29.       | kiesett  | kiesett  |
| Scott Johnson                                                                            | Nyújtó           | 18,35     | 82.       | kiesett  | kiesett  |
| Scott Johnson                                                                            | Gyűrű            | 19,10     | 58.       | kiesett  | kiesett  |
| Scott Johnson                                                                            | Lólengés         | 18,50     | 79.       | kiesett  | kiesett  |
| Scott Johnson                                                                            | Egyéni összetett | 114,20    | 63.       | kiesett  | kiesett  |
| Dominick Minicucci, Jr.                                                                  | Talaj            | 18,90     | 72.       | kiesett  | kiesett  |
| Dominick Minicucci, Jr.                                                                  | Ugrás            | 18,85     | 73.       | kiesett  | kiesett  |
| Dominick Minicucci, Jr.                                                                  | Korlát           | 19,25     | 59.       | kiesett  | kiesett  |
| Dominick Minicucci, Jr.                                                                  | Nyújtó           | 18,95     | 63.       | kiesett  | kiesett  |
| Dominick Minicucci, Jr.                                                                  | Gyűrű            | 19,05     | 62.       | kiesett  | kiesett  |
| Dominick Minicucci, Jr.                                                                  | Lólengés         | 18,90     | 63.       | kiesett  | kiesett  |
| Dominick Minicucci, Jr.                                                                  | Egyéni összetett | 113,90    | 67.       | kiesett  | kiesett  |
| Wes Suter                                                                                | Talaj            | 19,10     | 61.       | kiesett  | kiesett  |
| Wes Suter                                                                                | Ugrás            | 19,00     | 60.       | kiesett  | kiesett  |
| Wes Suter                                                                                | Korlát           | 19,20     | 66.       | kiesett  | kiesett  |
| Wes Suter                                                                                | Nyújtó           | 19,00     | 58.       | kiesett  | kiesett  |
| Wes Suter                                                                                | Gyűrű            | 18,50     | 82.       | kiesett  | kiesett  |
| Wes Suter                                                                                | Lólengés         | 19,05     | 51.       | kiesett  | kiesett  |
| Wes Suter                                                                                | Egyéni összetett | 113,85    | 69.       | kiesett  | kiesett  |
| Charles Lakes Lance Ringnald Kevin Davis Scott Johnson Dominick Minicucci, Jr. Wes Suter | Csapat összetett |           |           | 576,85   | 11.      |

Női
| Versenyző                                                                                  | Versenyszám      | Selejtező | Selejtező | Döntő    | Döntő    |
| Versenyző                                                                                  | Versenyszám      | Pontszám  | Helyezés  | Pontszám | Helyezés |
| ------------------------------------------------------------------------------------------ | ---------------- | --------- | --------- | -------- | -------- |
| Brandy Johnson                                                                             | Talaj            | 19,700    | 12.       | kiesett  | kiesett  |
| Brandy Johnson                                                                             | Ugrás            | 19,650    | 12.       | 19,774   | 5.       |
| Brandy Johnson                                                                             | Felemás korlát   | 19,675    | 9.        | kiesett  | kiesett  |
| Brandy Johnson                                                                             | Gerenda          | 19,525    | 17.       | kiesett  | kiesett  |
| Brandy Johnson                                                                             | Egyéni összetett | 78,550    | 11.       | 78,525   | 10.      |
| Phoebe Mills                                                                               | Talaj            | 19,800    | 5.        | 19,662   | 6.       |
| Phoebe Mills                                                                               | Ugrás            | 19,450    | 27.       | kiesett  | kiesett  |
| Phoebe Mills                                                                               | Felemás korlát   | 19,675    | 9.        | 19,787   | 8.       |
| Phoebe Mills                                                                               | Gerenda          | 19,750    | 6.        | 19,837   | *        |
| Phoebe Mills                                                                               | Egyéni összetett | 78,675    | 6.        | 78,037   | 15.      |
| Kelly Garrison-Steves                                                                      | Talaj            | 19,350    | 39.       | kiesett  | kiesett  |
| Kelly Garrison-Steves                                                                      | Ugrás            | 19,450    | 27.       | kiesett  | kiesett  |
| Kelly Garrison-Steves                                                                      | Felemás korlát   | 19,450    | 32.       | kiesett  | kiesett  |
| Kelly Garrison-Steves                                                                      | Gerenda          | 19,575    | 13.       | 19,649   | 7.       |
| Kelly Garrison-Steves                                                                      | Egyéni összetett | 77,825    | 21.       | 77,937   | 16.      |
| Hope Spivey                                                                                | Talaj            | 19,600    | 20.       | kiesett  | kiesett  |
| Hope Spivey                                                                                | Ugrás            | 19,575    | 22.       | kiesett  | kiesett  |
| Hope Spivey                                                                                | Felemás korlát   | 18,925    | 68.       | kiesett  | kiesett  |
| Hope Spivey                                                                                | Gerenda          | 19,350    | 25.       | kiesett  | kiesett  |
| Hope Spivey                                                                                | Egyéni összetett | 77,450    | 30.       | kiesett  | kiesett  |
| Chelle Stack                                                                               | Talaj            | 19,500    | 27.       | kiesett  | kiesett  |
| Chelle Stack                                                                               | Ugrás            | 19,500    | 25.       | kiesett  | kiesett  |
| Chelle Stack                                                                               | Felemás korlát   | 19,100    | 60.       | kiesett  | kiesett  |
| Chelle Stack                                                                               | Gerenda          | 19,300    | 27.       | kiesett  | kiesett  |
| Chelle Stack                                                                               | Egyéni összetett | 77,400    | 32.       | kiesett  | kiesett  |
| Melissa Marlowe                                                                            | Talaj            | 19,275    | 44.       | kiesett  | kiesett  |
| Melissa Marlowe                                                                            | Ugrás            | 19,350    | 35.       | kiesett  | kiesett  |
| Melissa Marlowe                                                                            | Felemás korlát   | 19,525    | 24.       | kiesett  | kiesett  |
| Melissa Marlowe                                                                            | Gerenda          | 18,700    | 73.       | kiesett  | kiesett  |
| Melissa Marlowe                                                                            | Egyéni összetett | 76,850    | 46.       | kiesett  | kiesett  |
| Phoebe Mills Brandy Johnson Kelly Garrison-Steves Hope Spivey Chelle Stack Melissa Marlowe | Csapat összetett |           |           | 390,575  | 4.       |

### Ritmikus gimnasztika
| Versenyző       | Versenyszám | Selejtező | Selejtező | Döntő   | Döntő    |
| Versenyző       | Versenyszám | Pont      | Hely.     | Pont    | Helyezés |
| --------------- | ----------- | --------- | --------- | ------- | -------- |
| Michelle Berube | Egyéni      | 38,10     | 22.       | kiesett | kiesett  |
| Diane Simpson   | Egyéni      | 37,80     | 26.       | kiesett | kiesett  |

## Úszás
Férfi
| Versenyző                                                                      | Versenyszám            | Előfutam | Előfutam | Előfutam | Döntő   | Döntő    | Döntő   | Helyezés |
| Versenyző                                                                      | Versenyszám            | Idő      | Hely.    | Össz.    | Típus   | Idő      | Hely.   | Helyezés |
| ------------------------------------------------------------------------------ | ---------------------- | -------- | -------- | -------- | ------- | -------- | ------- | -------- |
| Tom Jager                                                                      | 50 m gyors             | 22,61    | 2.       | 3.*      | A       | 22,36    | 2.      |          |
| Matt Biondi                                                                    | 50 m gyors             | 22,39    | 1.       | 1.       | A       | 22,14    | 1.      |          |
| Matt Biondi                                                                    | 100 m gyors            | 49,04    | 1.       | 1.       | A       | 48,63    | 1.      |          |
| Matt Biondi                                                                    | 200 m gyors            | 1:48,39  | 2.       | 2.       | A       | 1:47,99  | 3.      |          |
| Matt Biondi                                                                    | 100 m pillangó         | 53,46    | 1.       | 2.       | A       | 53,01    | 2.      |          |
| Jay Mortenson                                                                  | 100 m pillangó         | 54,44    | 3.       | 8.       | A       | 54,07    | 6.      | 6.       |
| Jay Mortenson                                                                  | 100 m hát              | 57,19    | 4.       | 13.      | B       | 57,06    | 3.      | 11.      |
| David Berkoff                                                                  | 100 m hát              | 54,51    | 1.       | 1.       | A       | 55,18    | 2.      |          |
| Chris Jacobs                                                                   | 100 m gyors            | 49,20    | 1.       | 2.       | A       | 49,08    | 2.      |          |
| Troy Dalbey                                                                    | 200 m gyors            | 1:48,96  | 3.       | 5.       | A       | 1:48,86  | 7.      | 7.       |
| Dan Jorgensen                                                                  | 400 m gyors            | 3:52,64  | 4.       | 11.      | B       | 3:55,34  | 6.      | 14.      |
| Matt Cetlinski                                                                 | 400 m gyors            | 3:50,82  | 3.       | 8.       | A       | 3:48,09  | 4.      | 4.       |
| Matt Cetlinski                                                                 | 1500 m gyors           | 15:07,41 | 1.       | 1.       | A       | 15:06,42 | 4.      | 4.       |
| Lars Jorgensen                                                                 | 1500 m gyors           | 15:39,51 | 7.       | 23.      | kiesett | kiesett  | kiesett | kiesett  |
| Dan Veatch                                                                     | 200 m hát              | 2:01,73  | 2.       | 5.       | A       | 2:02,26  | 7.      | 7.       |
| Steve Bigelow                                                                  | 200 m hát              | 2:03,64  | 5.       | 15.      | B       | 2:02,95  | 2.      | 10.      |
| Rich Schroeder                                                                 | 100 m mell             | 1:03,05  | 2.       | 7.       | A       | 1:02,55  | 6.      | 6.       |
| Daniel Watters                                                                 | 100 m mell             | 1:04,04  | 4.       | 15.      | B       | 1:04,17  | 7.      | 15.      |
| Mike Barrowman                                                                 | 200 m mell             | 2:15,85  | 1.       | 3.       | A       | 2:15,45  | 4.      | 4.       |
| Kirk Stackle                                                                   | 200 m mell             | 2:19,47  | 6.       | 19.      | kiesett | kiesett  | kiesett | kiesett  |
| Melvin Stewart                                                                 | 200 m pillangó         | 1:59,78  | 2.       | 6.       | A       | 1:59,19  | 5.      | 5.       |
| Mark Dean                                                                      | 200 m pillangó         | 2:00,86  | 4.       | 10.      | B       | 2:00,26  | 1.      | 9.       |
| Bill Stapleton                                                                 | 200 m vegyes           | 2:05,32  | 4.       | 12.      | B       | 2:06,82  | 8.      | 16.      |
| David Wharton                                                                  | 200 m vegyes           | 2:04,64  | 2.       | 9.       | B       | 2:03,05  | 1.      | 9.       |
| David Wharton                                                                  | 400 m vegyes           | 4:20,84  | 1.       | 4.       | A       | 4:17,36  | 2.      |          |
| Jeff Kostoff                                                                   | 400 m vegyes           | 4:24,10  | 3.       | 10.      | B       | 4:22,95  | 1.      | 9.       |
| Chris Jacobs Troy Dalbey Tom Jager Matt Biondi Brent Lang Doug Gjertsen        | 4 × 100 m gyorsváltó   | 3:19,52  | 1.       | 1.       | A       | 3:16,53  | 1.      |          |
| Troy Dalbey Matt Cetlinski Doug Gjertsen Matt Biondi Craig Oppel Dan Jorgensen | 4 × 200 m gyorsváltó   | 7:18,76  | 2.       | 2.       | A       | 7:12,51  | 1.      |          |
| David Berkoff Rich Schroeder Matt Biondi Chris Jacobs Jay Mortenson Tom Jager  | 4 × 100 m vegyes váltó | 3:43,00  | 1.       | 1.       | A       | 3:36,93  | 1.      |          |

Női
| Versenyző                                                                                        | Versenyszám            | Előfutam | Előfutam | Előfutam | Döntő   | Döntő   | Döntő   | Helyezés |
| Versenyző                                                                                        | Versenyszám            | Idő      | Hely.    | Össz.    | Típus   | Idő     | Hely.   | Helyezés |
| ------------------------------------------------------------------------------------------------ | ---------------------- | -------- | -------- | -------- | ------- | ------- | ------- | -------- |
| Jill Sterkel                                                                                     | 50 m gyors             | 26,02    | 3.       | 6.       | A       | 25,71   | 3.*     | *        |
| Leigh Ann Fetter                                                                                 | 50 m gyors             | 25,91    | 1.       | 4.       | A       | 25,78   | 5.      | 5.       |
| Dara Torres                                                                                      | 100 m gyors            | 56,37    | 4.       | 7.       | A       | 56,25   | 7.      | 7.       |
| Mitzi Kremer                                                                                     | 100 m gyors            | 56,97    | 4.       | 13.      | B       | 56,83   | 4.      | 12.      |
| Mitzi Kremer                                                                                     | 200 m gyors            | 2:01,45  | 2.       | 7.       | A       | 2:00,23 | 6.      | 6.       |
| Mary Wayte                                                                                       | 200 m gyors            | 1:59,50  | 2.       | 3.       | A       | 1:59,04 | 4.      | 4.       |
| Mary Wayte                                                                                       | 200 m vegyes           | kizárták | kizárták | kizárták | kiesett | kiesett | kiesett | kiesett  |
| Whitney Hedgepeth                                                                                | 200 m vegyes           | 2:17,45  | 3.       | 8.       | A       | 2:17,99 | 8.      | 8.       |
| Janet Evans                                                                                      | 400 m gyors            | 4:10,12  | 1.       | 1.       | A       | 4:03,85 | 1.      |          |
| Janet Evans                                                                                      | 800 m gyors            | 8:28,13  | 2.       | 2.       | A       | 8:20,20 | 1.      |          |
| Janet Evans                                                                                      | 400 m vegyes           | 4:43,04  | 1.       | 3.       | A       | 4:37,76 | 1.      |          |
| Erika Hansen                                                                                     | 400 m vegyes           | 4:50,03  | 3.       | 11.      | B       | 4:51,93 | 3.      | 11.      |
| Tami Bruce                                                                                       | 400 m gyors            | 4:10,73  | 2.       | 3.       | A       | 4:08,16 | 4.      | 4.       |
| Tami Bruce                                                                                       | 800 m gyors            | 8:31,57  | 1.       | 5.       | A       | 8:30,86 | 5.      | 5.       |
| Betsy Mitchell                                                                                   | 100 m hát              | 1:02,85  | 1.       | 5.       | A       | 1:02,71 | 4.      | 4.       |
| Beth Barr                                                                                        | 100 m hát              | 1:02,63  | 2.       | 4.       | A       | 1:02,78 | 5.      | 5.       |
| Beth Barr                                                                                        | 200 m hát              | 2:13,91  | 2.       | 4.       | A       | 2:12,39 | 4.      | 4.       |
| Andrea Hayes                                                                                     | 200 m hát              | 2:14,77  | 2.       | 5.       | A       | 2:15,02 | 6.      | 6.       |
| Susan Johnson                                                                                    | 100 m mell             | 1:11,09  | 4.       | 12.      | B       | 1:11,08 | 5.      | 13.      |
| Tracey McFarlane                                                                                 | 100 m mell             | 1:10,59  | 3.       | 6.       | A       | 1:09,60 | 6.      | 6.       |
| Tracey McFarlane                                                                                 | 200 m mell             | 2:32,11  | 4.       | 12.      | B       | 2:33,46 | 6.      | 14.      |
| Susan Rapp                                                                                       | 200 m mell             | 2:34,21  | 5.       | 15.      | B       | 2:32,90 | 5.      | 13.      |
| Janel Jorgensen                                                                                  | 100 m pillangó         | 1:00,97  | 1.       | 6.       | A       | 1:00,48 | 5.      | 5.       |
| Mary T. Meagher                                                                                  | 100 m pillangó         | 1:01,48  | 2.       | 8.       | A       | 1:00,97 | 7.      | 7.       |
| Mary T. Meagher                                                                                  | 200 m pillangó         | 2:12,35  | 1.       | 3.       | A       | 2:10,80 | 3.      |          |
| Trina Radke                                                                                      | 200 m pillangó         | 2:12,93  | 2.       | 7.       | A       | 2:11,55 | 5.      | 5.       |
| Mary Wayte Mitzi Kremer Laura Walker Dara Torres Paige Zemina Jill Sterkel                       | 4 × 100 m gyorsváltó   | 3:45,10  | 2.       | 3.       | A       | 3:44,25 | 3.      |          |
| Beth Barr Tracey McFarlane Janel Jorgensen Mary Wayte Betsy Mitchell Mary T. Meagher Dara Torres | 4 × 100 m vegyes váltó | 4:10,38  | 1.       | 2.       | A       | 4:07,90 | 2.      |          |

* - egy másik versenyzővel azonos eredményt ért el

## Vitorlázás
Férfi
| Versenyző                  | Versenyszám    | Futam | Futam | Futam | Futam  | Futam  | Futam  | Futam | Pontszám | Helyezés |
| Versenyző                  | Versenyszám    | 1     | 2     | 3     | 4      | 5      | 6      | 7     | Pontszám | Helyezés |
| -------------------------- | -------------- | ----- | ----- | ----- | ------ | ------ | ------ | ----- | -------- | -------- |
| Mike Gebhardt              | Divízió II     | 8,0   | 0,0   | 8,0*  | (17,0) | 10,0   | 14,0   | 8,0   | 48,0     |          |
| Brian Ledbetter            | Finn dingi     | 22,0  | 18,0  | 14,0  | 16,0   | (25,0) | 13,0   | 8,0   | 91,0     | 10.      |
| Charlie McKee John Shadden | 470-es osztály | 10,0  | 3,0   | 3,0   | 17,0   | 10,0   | (18,0) | 8,0   | 51,0     |          |

* - bírók által adott pontszám
Női
| Versenyző                  | Versenyszám    | Futam | Futam | Futam | Futam | Futam  | Futam | Futam | Pontszám | Helyezés |
| Versenyző                  | Versenyszám    | 1     | 2     | 3     | 4     | 5      | 6     | 7     | Pontszám | Helyezés |
| -------------------------- | -------------- | ----- | ----- | ----- | ----- | ------ | ----- | ----- | -------- | -------- |
| Allison Jolly Lynne Jewell | 470-es osztály | 5,7   | 0,0   | 0,0   | 3,0   | (28,0) | 3,0   | 15,0  | 26,7     |          |

Nyílt
| Versenyző                                      | Versenyszám     | Futam  | Futam | Futam  | Futam | Futam | Futam  | Futam  | Pontszám | Helyezés |
| Versenyző                                      | Versenyszám     | 1      | 2     | 3      | 4     | 5     | 6      | 7      | Pontszám | Helyezés |
| ---------------------------------------------- | --------------- | ------ | ----- | ------ | ----- | ----- | ------ | ------ | -------- | -------- |
| Hal Haenel Mark Reynolds                       | Csillaghajó     | 14,0   | 8,0   | 0,0    | 10,0  | 8,0   | 8,0    | (15,0) | 48,0     |          |
| Pete Melvin Patrick Muglia                     | Tornádó         | 11,7   | 16,0  | (30,0) | 20,0  | 30,0  | 15,0   | 18,0   | 110,7    | 14.      |
| John Kostecki Robert Billingham William Baylis | Soling          | 3,0    | 0,0   | 8,0    | 0,0   | 3,0   | (10,0) | 0,0    | 14,0     |          |
| Andrew Goldman Paul Foerster                   | Repülő hollandi | (24,0) | 20,0  | 16,0   | 5,7   | 16,0  | 8,0    | 20,0   | 85,7     | 11.      |

## Vívás
Férfi
| Versenyző                                                                | Versenyszám       | Selejtező | Selejtező | Selejtező | Selejtező | Selejtező | Selejtező | Főtábla                        | Főtábla                  | Főtábla           | Vigaszág                            | Vigaszág                  | Vigaszág                  | Vigaszág                           | Negyeddöntő       | Elődöntő          | Döntő             | Helyezés |
| Versenyző                                                                | Versenyszám       | 1. kör | 1. kör    | 2. kör | 2. kör    | 3. kör | 3. kör    | 1. kör                         | 2. kör                   | 3. kör            | 1. kör                              | 2. kör                    | 3. kör                    | 4. kör                             | Negyeddöntő       | Elődöntő          | Döntő             | Helyezés |
| Versenyző                                                                | Versenyszám       | Ellenfél Eredmény | Hely.     | Ellenfél Eredmény | Hely.     | Ellenfél Eredmény | Hely.     | Ellenfél Eredmény              | Ellenfél Eredmény        | Ellenfél Eredmény | Ellenfél Eredmény                   | Ellenfél Eredmény         | Ellenfél Eredmény         | Ellenfél Eredmény                  | Ellenfél Eredmény | Ellenfél Eredmény | Ellenfél Eredmény | Helyezés |
| ------------------------------------------------------------------------ | ----------------- | --- | --------- | --- | --------- | --- | --------- | ------------------------------ | ------------------------ | ----------------- | ----------------------------------- | ------------------------- | ------------------------- | ---------------------------------- | ----------------- | ----------------- | ----------------- | -------- |
| Peter Lewison                                                            | Tőr, egyéni       | 4. csoport · Thomas Åkerberg (SWE) · 5–4 · Umezava Kenicsi (JPN) · 5–3 · Érsek Zsolt (HUN) · 1–5 · Ulrich Schreck (FRG) · 1–5                                                                                                   | 3.        | 7. csoport · Ko Nakcshun (Go Nak-Chun) (KOR) · 5–2 · Ola Kajbjer (SWE) · 5–2 · Bill Gosbee (GBR) · 4–5 · Philippe Omnès (FRA) · 2–5 · Leszek Bandach (POL) · 2–5            | 5.        | 2. csoport · Mauro Numa (ITA) · 3–5 · Jesús Esperanza (ESP) · 5–0 · Thierry Soumagne (BEL) · 5–1 · Bogusław Zych (POL) · 5–4                                                                | 1.        | Marian Sypniewski (POL) · 10–6 | Érsek Zsolt (HUN) · 7–10 |                   |                                     | Emura Kódzsi (JPN) · 10–8 | Gátai Róbert (HUN) · 10–8 | Aljakszandr Ramanykov (URS) · 1–10 | kiesett           | kiesett           | kiesett           | 12.      |
| Mike Marx                                                                | Tőr, egyéni       | 5. csoport · Ahmed Mohamed (EGY) · 1–5 · Pedro Cornet (PAR) · 5–0 · Kim Szungphjo (Kim Seung-Pyo) (KOR) · 5–3 · Mauro Numa (ITA) · 5–4 · Jens Howe (GDR) · 3–5                                                                  | 3.        | 2. csoport · Andrea Borella (ITA) · 2–5 · Matthias Behr (FRG) · 5–3 · Andrés García (ESP) · 5–1 · Sergio Turiace (ARG) · 5–2 · Csang Cse-cseng (Zhang Zhicheng) (CHN) · 2–5 | 2.        | 1. csoport · Andrés García (ESP) · 1–5 · Laurent Bel (FRA) · 4–5 · Marian Sypniewski (POL) · 4–5 · Aris Enkelmann (GDR) · 4–5                                                               | 5.        | kiesett                        | kiesett                  | kiesett           | kiesett                             | kiesett                   | kiesett                   | kiesett                            | kiesett           | kiesett           | kiesett           | 36.      |
| Dave Littell                                                             | Tőr, egyéni       | 7. csoport · Alkindi (INA) · 5–1 · Roberto Lazzarini (BRA) · 5–0 · Jesús Esperanza (ESP) · 3–5 · Bill Gosbee (GBR) · 2–5 · Aljakszandr Ramanykov (URS) · 2–5                                                                    | 4.        | 6. csoport · Pierre Harper (GBR) · 5–3 · Abdel Monem El-Husseini (EGY) · 1–5 · Emura Kódzsi (JPN) · 2–5 · Borisz Koreckij (URS) · 4–5 · Laurent Bel (FRA) · 2–5             | 6.        | kiesett | kiesett   | kiesett                        | kiesett                  | kiesett           | kiesett                             | kiesett                   | kiesett                   | kiesett                            | kiesett           | kiesett           | kiesett           | 43.      |
| Stephen Trevor                                                           | Párbajtőr, egyéni | 1. csoport · Zahi El-Khoury (LIB) · 5–4 · Younes Al-Mashmoum (KUW) · 5–2 · Székely Zoltán (HUN) · 4–5 · Angelo Mazzoni (ITA) · 4–5                                                                                              | 3.        | 12. csoport · Roberto Durão (POR) · 5–2 · Johannes Nagele (AUT) · 5–2 · Mauricio Rivas (COL) · 5–0 · Stefan Joos (BEL) · 5–2                                                | 1.        | 1. csoport · Cezary Siess (POL) · 5–1 · Mauricio Rivas (COL) · 4–5 · Arno Strohmeyer (AUT) · 3–5 · Mihajlo Tisko (URS) · 1–5 · Jerri Bergström (SWE) · 2–5                                  | 5.        | kiesett                        | kiesett                  | kiesett           | kiesett                             | kiesett                   | kiesett                   | kiesett                            | kiesett           | kiesett           | kiesett           | 38.      |
| Rob Stull                                                                | Párbajtőr, egyéni | 6. csoport · Michel Youssef (LIB) · 5–2 · Ludomir Chronowski (POL) · 1–5 · Jun Namdzsin (Yun Nam-Jin) (KOR) · 5–5 · Alexander Pusch (FRG) · 1–5                                                                                 | 4.        | 9. csoport · Lars Winter (FIN) · 5–3 · Uwe Proske (GDR) · 5–2 · Péter Vánky (SWE) · 5–4 · Székely Zoltán (HUN) · 2–5                                                        | 2.        | 5. csoport · Ludomir Chronowski (POL) · 2–5 · Tu Csen-cseng (Du Zhencheng) (CHN) · 2–5 · Thomas Gerull (FRG) · 4–5 · Jun Namdzsin (Yun Nam-Jin) (KOR) · 5–5 · Jean-Michel Henry (FRA) · 1–5 | 6.        | kiesett                        | kiesett                  | kiesett           | kiesett                             | kiesett                   | kiesett                   | kiesett                            | kiesett           | kiesett           | kiesett           | 47.      |
| Robert Marx                                                              | Párbajtőr, egyéni | 3. csoport · Roberto Durão (POR) · 5–5 · Fernando de la Peña (ESP) · 4–5 · I Szanggi (Lee Sang-gi) (KOR) · 3–5 · Jean-Michel Henry (FRA) · 4–5                                                                                  | 5.        | kiesett | kiesett   | kiesett | kiesett   | kiesett                        | kiesett                  | kiesett           | kiesett                             | kiesett                   | kiesett                   | kiesett                            | kiesett           | kiesett           | kiesett           | 71.      |
| Steve Mormando                                                           | Kard, egyéni      | 1. csoport · Stephan Thönnessen (FRG) · 3–5 · Cseng Ming-hsziang (Yan Wing-Shean) (TPE) · 5–0 · Nikolaj Marincseski (BUL) · 5–1 · Vang Cse-ming (Wang Zhiming) (CHN) · 5–2 · Marco Marin (ITA) · 4–5 · Bujdosó Imre (HUN) · 2–5 | 3.        | 6. csoport · Wulfe Balk (CAN) · 5–2 · Hriszto Etropolszki (BUL) · 5–4 · Giovanni Scalzo (ITA) · 2–5 · Nébald György (HUN) · 3–5                                             | 4.        | 2. csoport · Jean-François Lamour (FRA) · 4–5 · Stephan Thönnessen (FRG) · 5–2 · Robert Kościelniakowski (POL) · 5–2 · Gianfranco Dalla Barba (ITA) · 5–4 · Vaszil Etropolszki (BUL) · 2–5  | 3.        | Andrej Alsan (URS) · 1–10      |                          |                   | Gianfranco Dalla Barba (ITA) · 7–10 | kiesett                   |                           |                                    | kiesett           | kiesett           | kiesett           | 16.      |
| Peter Westbrook                                                          | Kard, egyéni      | 4. csoport · Pedro Bleyer (BOL) · 5–1 · Kim Szanguk (Kim Sang-Uk) (KOR) · 5–4 · Antonio García (ESP) · 5–2 · Janusz Olech (POL) · 4–5 · Nébald György (HUN) · 3–5 · Andrej Alsan (URS) · 4–5                                    | 4.        | 5. csoport · Csia Kuj-hua (Jia Guihua) (CHN) · 5–4 · Robert Kościelniakowski (POL) · 5–3 · Gedővári Imre (HUN) · 2–5 · Heorhij Pohoszov (URS) · 3–5                         | 4.        | 4. csoport · Hriszto Etropolszki (BUL) · 5–3 · Tadeusz Piguła (POL) · 4–5 · Heorhij Pohoszov (URS) · 4–5 · Marco Marin (ITA) · 3–5 · Gedővári Imre (HUN) · 4–5                              | 5.        | kiesett                        | kiesett                  |                   | kiesett                             | kiesett                   |                           |                                    | kiesett           | kiesett           | kiesett           | 20.      |
| Mike Lofton                                                              | Kard, egyéni      | 2. csoport · Régis Avila (BRA) · 5–0 · Jean-Marie Banos (CAN) · 4–5 · Cseng Csao-kang (Zheng Zhaokang) (CHN) · 2–5 · Pierre Guichot (FRA) · 2–5 · Heorhij Pohoszov (URS) · 4–5 · Hriszto Etropolszki (BUL) · 3–5                | 6.        | kiesett | kiesett   | kiesett | kiesett   | kiesett                        | kiesett                  |                   | kiesett                             | kiesett                   |                           |                                    | kiesett           | kiesett           | kiesett           | 32.      |
| Peter Lewison Dave Littell Mike Marx Greg Massialas George Nonomura      | Tőr, csapat       | 3. csoport · Franciaország (FRA) · 3–9 · NSZK (FRG) · 4–9 · Svédország (SWE) · 2–9 | 4.        | |           | |           |                                |                          |                   |                                     |                           |                           |                                    | kiesett           | kiesett           | kiesett           | 14.      |
| Robert Marx Lee Shelley Rob Stull Stephen Trevor                         | Párbajtőr, csapat | 1. csoport · NSZK (FRG) · 2–9 · Brazília (BRA) · 9–1 | 2.        | |           | |           | Magyarország (HUN) · 3–9       |                          |                   |                                     |                           |                           |                                    | kiesett           | kiesett           | kiesett           | 11.      |
| Bob Cottingham Paul Friedberg Mike Lofton Steve Mormando Peter Westbrook | Kard, csapat      | 2. csoport · Olaszország (ITA) · 4–9 · NSZK (FRG) · 3–9 · Dél-Korea (KOR) · 9–5 | 3.        | |           | |           |                                |                          |                   |                                     |                           |                           |                                    | kiesett           | kiesett           | kiesett           | 7.       |

Női
| Versenyző                                                                     | Versenyszám | Selejtező | Selejtező | Selejtező | Selejtező | Selejtező | Selejtező | Főtábla                          | Főtábla           | Vigaszág                        | Vigaszág                                | Negyeddöntő              | Elődöntő              | Döntő             | Helyezés |
| Versenyző                                                                     | Versenyszám | 1. kör | 1. kör    | 2. kör | 2. kör    | 3. kör | 3. kör    | 1. kör                           | 2. kör            | 1. kör                          | 2. kör                                  | Negyeddöntő              | Elődöntő              | Döntő             | Helyezés |
| Versenyző                                                                     | Versenyszám | Ellenfél Eredmény | Hely.     | Ellenfél Eredmény | Hely.     | Ellenfél Eredmény | Hely.     | Ellenfél Eredmény                | Ellenfél Eredmény | Ellenfél Eredmény               | Ellenfél Eredmény                       | Ellenfél Eredmény        | Ellenfél Eredmény     | Ellenfél Eredmény | Helyezés |
| ----------------------------------------------------------------------------- | ----------- | --- | --------- | --- | --------- | --- | --------- | -------------------------------- | ----------------- | ------------------------------- | --------------------------------------- | ------------------------ | --------------------- | ----------------- | -------- |
| Caitlin Bilodeaux                                                             | Tőr, egyéni | 3. csoport · Luan Csü-csie (Luan Ju-jie) (CHN) · 3–5 · Yung Yim King (HKG) · 5–0 · Sin Szongdzsa (Sin Seong-Ja) (KOR) · 5–2 · Anna Sobczak (POL) · 5–3 | 1.        | 4. csoport · Stefanek Gertrúd (HUN) · 2–5 · Csu Csing-jüan (Zhu Qingyuan) (CHN) · 5–2 · Jacynthe Poirier (CAN) · 5–4 · Fiona McIntosh (GBR) · 5–1 · Liz Thurley (GBR) · 5–2         | 1.        | 4. csoport · Jolanta Królikowska (POL) · 1–5 · Isabelle Spennato (FRA) · 5–2 · Liz Thurley (GBR) · 5–4 · Zita-Eva Funkenhauser (FRG) · 5–1 · Stefanek Gertrúd (HUN) · 4–5 | 2.        | Anja Fichtel-Mauritz (FRG) · 1–8 |                   | Jolanta Królikowska (POL) · 8–6 | Szun Hung-jün (Sun Hongyun) (CHN) · 5–8 | kiesett                  | kiesett               | kiesett           | 11.      |
| Sharon Monplaisir                                                             | Tőr, egyéni | 2. csoport · Andrea Chaplin (AUS) · 5–1 · Linda Ann Martin (GBR) · 5–4 · Jánosi Zsuzsa (HUN) · 3–5 · Laurence Modaine-Cessac (FRA) · 4–5               | 3.        | 3. csoport · Jánosi Zsuzsa (HUN) · 5–4 · Linda Ann Martin (GBR) · 2–5 · Sin Szongdzsa (Sin Seong-Ja) (KOR) · 4–5 · Dorina Vaccaroni (ITA) · 0–5 · Tatyjana Szadovszkaja (URS) · 0–5 | 6.        | kiesett | kiesett   | kiesett                          | kiesett           | kiesett                         | kiesett                                 | kiesett                  | kiesett               | kiesett           | 35.      |
| Mary O’Neill                                                                  | Tőr, egyéni | 4. csoport · Mijahara Mieko (JPN) · 5–3 · Csu Csing-jüan (Zhu Qingyuan) (CHN) · 1–5 · Tatyjana Szadovszkaja (URS) · 4–5 · Dorina Vaccaroni (ITA) · 0–5 | 4.        | 1. csoport · Kerstin Palm (SWE) · 1–5 · Oka Tomoko (JPN) · 3–5 · Zita-Eva Funkenhauser (FRG) · 0–5 · Szun Hung-jün (Sun Hongyun) (CHN) · 4–5 · Jelena Glikina (URS) · 2–5           | 6.        | kiesett | kiesett   | kiesett                          | kiesett           | kiesett                         | kiesett                                 | kiesett                  | kiesett               | kiesett           | 36.      |
| Caitlin Bilodeaux Elaine Cheris Sharon Monplaisir Mary O'Neill Molly Sullivan | Tőr, csapat | 1. csoport · NSZK (FRG) · 1–9 · Nagy-Britannia (GBR) · 9–6                                                                                             | 2.        | |           | |           |                                  |                   |                                 |                                         | Magyarország (HUN) · 5–9 | Dél-Korea (KOR) · 9–2 | Kína (CHN) · 8–8  | 6.       |

## Vízilabda
| Amerikai férfi vízilabdacsapat-játékoskeret                                                                      | Amerikai férfi vízilabdacsapat-játékoskeret                                                  |
| --- | -------------------------------------------------------------------------------------------- |
| - Craig Wilson - Kevin Robertson - James Bergeson - Peter Campbell - Doug Kimbell - Craig Klass - Alan Mouchawar | - Jeff Campbell - Greg Boyer - Terry Schroeder - Jody Campbell - Chris Duplanty - Mike Evans |

### Eredmények
Csoportkör
B csoport
| Csapat                 | M | Gy | D | V | G+ | G– | Gk  | P |
| ---------------------- | - | -- | - | - | -- | -- | --- | - |
| Egyesült Államok (USA) | 5 | 4  | 0 | 1 | 56 | 40 | +16 | 8 |
| Jugoszlávia (YUG)      | 5 | 4  | 0 | 1 | 60 | 38 | +22 | 8 |
| Spanyolország (ESP)    | 5 | 3  | 1 | 1 | 48 | 38 | +10 | 7 |
| Magyarország (HUN)     | 5 | 2  | 1 | 2 | 50 | 43 | +7  | 5 |
| Görögország (GRE)      | 5 | 1  | 0 | 4 | 45 | 66 | –21 | 2 |
| Kína (CHN)             | 5 | 0  | 0 | 5 | 34 | 68 | –34 | 0 |

| 1988. szeptember 21. 10:15 | Egyesült Államok (USA) | 7–6 | Jugoszlávia (YUG) |  |
| 1988. szeptember 21. 10:15 | (1–1, 1–1, 2–2, 3–2)   |     |                   |  |
| 1988. szeptember 21. 10:15 |                        |     |                   |  |

| 1988. szeptember 22. 10:15 | Egyesült Államok (USA) | 7–9 | Spanyolország (ESP) |  |
| 1988. szeptember 22. 10:15 | (1–3, 1–0, 2–3, 3–3)   |     |                     |  |
| 1988. szeptember 22. 10:15 |                        |     |                     |  |

| 1988. szeptember 23. 09:00 | Egyesült Államok (USA) | 14–7 | Kína (CHN) |  |
| 1988. szeptember 23. 09:00 | (4–3, 4–3, 3–1, 3–0)   |      |            |  |
| 1988. szeptember 23. 09:00 |                        |      |            |  |

| 1988. szeptember 26. 14:00 | Egyesült Államok (USA) | 18–9 | Görögország (GRE) |  |
| 1988. szeptember 26. 14:00 | (5–3, 5–1, 4–4, 4–1)   |      |                   |  |
| 1988. szeptember 26. 14:00 |                        |      |                   |  |

| 1988. szeptember 27. 15:15 | Egyesült Államok (USA) | 10–9 | Magyarország (HUN) |  |
| 1988. szeptember 27. 15:15 | (2–1, 1–2, 2–3, 5–3)   |      |                    |  |
| 1988. szeptember 27. 15:15 |                        |      |                    |  |

Elődöntő
| 1988. szeptember 30. 16:30 | Szovjetunió (URS)    | 7–8 | Egyesült Államok (USA) |  |
| 1988. szeptember 30. 16:30 | (1–1, 2–3, 2–3, 2–1) |     |                        |  |
| 1988. szeptember 30. 16:30 |                      |     |                        |  |

Döntő
| 1988. október 1. 21:30 | Jugoszlávia (YUG)         | 9–7 (h. u.) | Egyesült Államok (USA) |  |
| 1988. október 1. 21:30 | (1–2, 1–2, 3–1, 1–1, 3–1) |             |                        |  |
| 1988. október 1. 21:30 |                           |             |                        |  |

| Csapat                 | Helyezés |
| ---------------------- | -------- |
| Egyesült Államok (USA) |          |